# Historia de Navarra

Escudo del Reino de Navarra.

El Reino de Navarra fue un reino europeo situado a ambas vertientes de los Pirineos occidentales. Sucesor del Reino de Pamplona, cuya fundación no se conoce con certeza, algunos apuntan circa 824, aunque la primera constancia documental se fecha desde el 905.
El reino fue incorporado a la corona de Castilla por Fernando el Católico mediante conquista militar en el verano de 1512. Se hicieron varios intentos de recuperar la independencia en los años siguientes. La Baja Navarra siguió siendo independiente, mantenido por la dinastía de Foix, hasta su incorporación a la Corona francesa por Luis XIII en 1620.
La Alta Navarra conservó su estatus de reino hasta 1841, al ser abolido mediante la denominada Ley Paccionada. La Baja Navarra perdió su condición de reino durante la Revolución francesa en 1789. 

## Prehistoria

### Paleolítico
Los restos más antiguos de cultural humana conservados sobre el espacio geográfico conocido actualmente como Navarra «se remontan al Pleistoceno reciente y concretamente al período interglaciar Riss-Würm, hace unos 100.000 años.» Las etapas siguientes (Paleolítico medio y principios del Paleolítico superior) quedan bajo la Glaciación de Würm. Se corresponden con la cultura llamada Achelense superior si bien son vestigios escasos sin contexto estratigráfico se encuentran localizados en Sierra de Urbasa, en la desaparecida cueva de Coscobilo de Olazagutía y en el yacimiento de Matamala de Viana, entre otros.
Durante el período denominado Musteriense de tradición Achelense, los vestigios se localizan concentrados en la Sierra de Urbasa y la mencionada cueva de Coscobilo. El tipo humano ocupante de la región en estas fechas sería el Neanderthal aunque no se han hallado restos óseos en ningún yacimiento de la región.
Será durante el Paleolítico superior cuando la especie dominante sea la actual, el Homo sapiens sapiens, y se registren en la zona las secuencias culturales tipificadas en otras regiones: Auriñaciense, Perigordiense, Solutrense y Magdaleniense. Es la etapa de la Prehistoria de Navarra más estudiada y conocida. Las evidencias más importantes que se encuadran en esta última fase se corresponden con emplazamientos geográficamente más dispersos: cueva de Alquerdi, en Urdax; covacho de Berroberría, en Urdax; cueva de Abauntz, en Arraiz (Ulzama); cuevas de Lexotoa y Sorgiñen-Leze en Zugarramurdi; cueva de la Sierra de Alaiz; y otros yacimientos al aire libre en Echauri y en Olite (La Hoya Grande). Aunque en la Alta Navarra no se han encontrado restos humanos, en Istúriz (Baja Navarra) se han encontrado restos del Hombre de Cromañón.

### Neolítico
Hace unos 7.000 años se produce en Europa un profundo cambio, cultural y económico, en un contexto, además, de cambio climático. El final de la IV glaciación o de Würm, es también el fin de la economía de los cazadores y recolectores del Paleolítico para dar paso a la civilización neolítica.
El Neolítico se caracteriza por una economía agrícola y ganadera, el asentamiento de la población en aldeas, la invención de la cerámica y la construcción con grandes piedras (Megalitismo) de dolmen, menhir y crómlech.

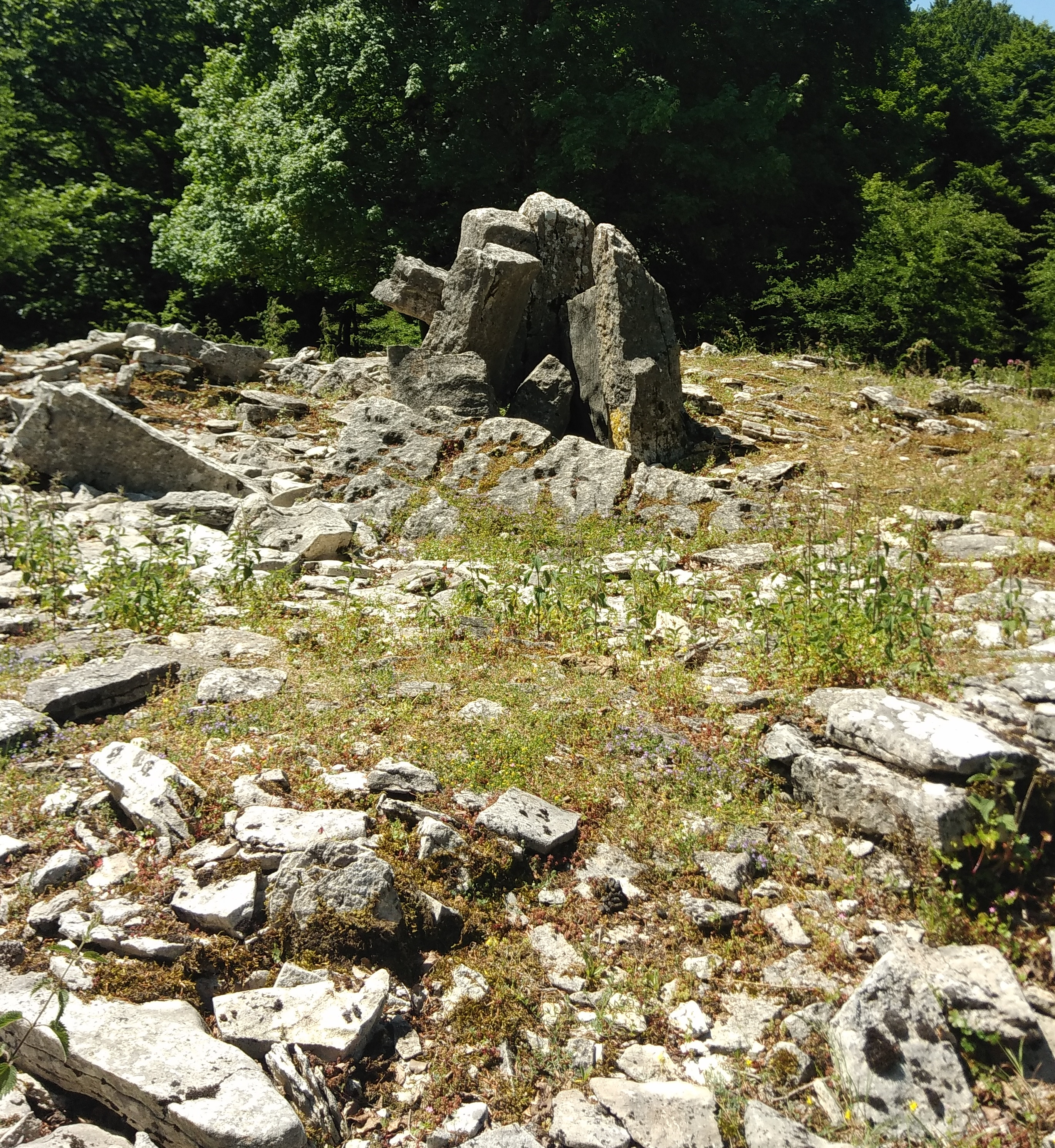
Dolmen de la Cañada en la Sierra de Urbasa

En el territorio que históricamente ha ocupado Navarra así como en el resto de la Península ibérica, la transición del paleolítico al neolítico-bronce fue lenta y paulatina desde el 6000 a. C. hasta el 3500 a. C. en que comienza el periodo Calcolítico.
El origen geográfico de la cultura neolítica se ha establecido en Oriente Medio, quedando demostrado genéticamente que, en Europa Occidental, el cambio cultural supuso un cambio étnico de los cazadores-recolectores paleolíticos por los agricultores y ganaderos neolíticos procedentes del Mediterráneo Oriental hibridándose ambos durante un periodo que se calcula tuvo una duración de 2.000 años.
La cultura y el idioma de aquella población, que posteriormente se denominarán vascones, está relacionada con la civilización lígur e íbera y en general con las civilizaciones preclásicas mediterráneas como la minoica del Egeo,  etrusca en la Itálica, bereber en el norte de África o  Cólquida del Cáucaso.
El vascuence o euskera es la única lengua sobreviviente de las habladas en Europa antes de la llegada de las lenguas célticas y el desarrollo posterior de las civilizaciones griega y romana.[cita requerida]

## Edad Antigua

### Romanización, los vascones entran en la historia
Son varios los geógrafos romanos que citan a los vascones, como Plinio, Estrabón y Ptolomeo, delimitando el territorio mediante la relación de sus ciudades: Oiasso (Oiartzun/Irún), Itourissa (Espinal), Iacca (Jaca), Alaunoa (Alagón), Segia (Ejea), Cascantum (Cascante), Graccurris (Alfaro), Calagurris (Calahorra), Andelos (Andión), Nemeturissa (Santa Criz de Eslava).[cita requerida]

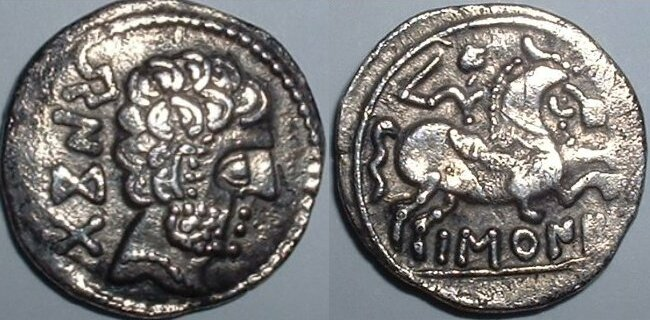
Anverso y reverso de la moneda con la inscripción Barscunes.

Los primeros contactos de vascones y romanos pueden situarse en el siglo II a. C. Ya en 179 a. C. Tiberio Sempronio Graco funda Graccurris (Alfaro) en territorio vascón. La intensidad de los contactos aumenta durante las Guerras Sertorianas. 
Las excavaciones realizadas en el alto de Irulegi ponen de manifiesto la destrucción de una importante población vascona, en el periodo de las Guerras Sertorianas, atribuible a la pertenencia de esta población a uno de los bandos en conflicto.
Pompeyo se retira a estas tierras como retaguardia, lo que indica la confianza en su control, y funda Pompaelo (en el alto que actualmente ocupa la catedral) en 79 a. C., junto a un asentamiento indígena (en el alto que hoy ocupa el Archivo de Navarra que en la Edad Media se conoció como Burgo de San Miguel).[cita requerida]
La construcción de calzadas, como Ab Asturica Burdigalam de Burdeos a Astorga, el establecimiento de pesos y medidas, y en general, el orden romano, fomentó el comercio. En este sentido tuvo gran actividad la emisión de moneda de la ceca “Barskunes”. El hecho de emitir moneda, no frecuente en la península, denota la existencia de una civitas, que en el derecho romano da idea de una unidad organizada autónoma. En agricultura se inició el cultivo de la vid y el olivo y se implantaron nuevas tecnologías como el arado romano.[cita requerida]
En general la romanización fue intensa como lo acreditan los vestigios arqueológicos de Pamplona, Andelos, Liédena, Santacara, Arellano, Santa Criz de Eslava y otros, denotando el nivel de integración cultural y, en muchos casos, la prosperidad económica. Aparecen nombres vascones entre los integrantes en las legiones romanas como los que figuran en el Bronce de Ascoli o en la Cohors II Vasconum con inscripciones de su participación en Germania, Britania y Mauritania.[cita requerida]
No hay noticias de conflicto en el contacto de ambas culturas, a diferencia de lo ocurrido con otros grupos étnicos. Es muy probable que la relación pacífica con los romanos provenga del respeto y reconocimiento romano a la civitas vascona, que sus sucesores visigodos no continuaron. Los quinientos años de romanización supusieron para los vascones un gran desarrollo, expansión geográfica, demográfica y económica. La relación e integración del Ager Vasconum, agrícola, y el Saltus Vasconum, ganadero, mediante las cañadas reales, nacidas en la trashumancia del neolítico, vertebraron el territorio de los vascones.[cita requerida]

### Visigodos
Según Claudio Sánchez-Albornoz y otros autores, la crisis del orden imperial romano, en el siglo V, generó un vacío de poder en la Tarraconense. Los vascones muestran un gran dinamismo en esta época, impulsados por la mejora económica y demográfica que había favorecido la romanización. Para la historia son años oscuros con pocas noticias documentales. Estos mismos autores afirman que se produce una colonización, al menos cultural, de la depresión vascongada, y las tribus de várdulos, caristios y autrigones que la habitaban, adoptan el idioma y la cultura vascona, es la denominada tesis de la Vasconización tardía. El mismo fenómeno se extendió hacia el norte en el proceso de vasconización de los aquitanos.
Históricamente se relaciona a los vascones con el fenómeno de los bagaudas. Los bagaudas son descritos por los hispanorromanos, en el siglo V, como bandoleros y saqueadores a lo largo del valle del Ebro. Fueron combatidos por el general romano Asturius en 441 y 442 en tierras de aracelitanos, saquearon Turiassone (Tarazona) y asesinaron al obispo en 449; en 455 el rey suevo Requiario realizó un ataque contra bagaudas en tierra de vascones y Federico, hermano del rey godo Teodorico, los derrotó en 456.
Los reyes visigodos emprendieron campañas de castigo, ataques y saqueos, contra los vascones: Recaredo (590–601), Gundemaro (610–612), Suintila (621), Recesvinto (653), Wamba (672) y Rodrigo (710), que se mencionan, entre otras crónicas, en las de Isidoro de Sevilla. Si tales guerras llevaron al dominio del territorio vascón por los visigodos, o si, en realidad nunca consiguieron tal dominio, ha sido fuente de controversias entre los historiadores y de la creación del mito del Domuit vascones (dominó a los vascones). La mayoría de los historiadores concluyen que los vascones nunca fueron totalmente sometidos, aunque los visigodos lograron el control temporal de algunas ciudades.
La estrategia de dominación visigoda creó una línea de fortificaciones como Fitero, Olite (Oligito fundada por Suintila como "civitas gothorum"), Pamplona y Vitoria, defendidas militarmente y legitimadas en el cristianismo episcopal. Pamplona fue sede episcopal de la iglesia visigoda, el obispo Liliolo suscribe las actas del III Concilio de Toledo en 589. El texto De laude Pampilone se corresponde a este periodo de fortificación visigoda en tierra de bárbaros.
Están documentadas necrópolis visigodas en Pamplona, siempre en extramuros, en la zona de la calle Leyre, excavada a finales del siglo XIX por Iturralde y Suit, en la Plaza del Castillo, excavadas durante las obras del aparcamiento, y en el solar de la Casa del Condestable, excavadas en las obras de rehabilitación.
El carácter episcopal de Pamplona durará toda la Edad Media.

## La formación del reino

### Islamización
El rey de los visigodos, Roderico, estaba combatiendo a los vascones en tierras de Pamplona cuando recibió la noticia del desembarco en Algeciras. Durante el invierno de 713 los ejércitos califales alcanzaron el valle medio del Ebro, que se encontraba gobernado por el Conde Casio; este pactó someterse al califa Omeya y convertirse al islam a cambio de mantener su poder en la región, consiguiendo así continuar señoreando esa zona del valle del Ebro y prolongando este poder entre los de su estirpe (los Banu Qasi), que, durante generaciones, afirmarán su poder en el sur del actual territorio navarro, aliándose con los Iñigo en diversas ocasiones en contra del poder central del emirato cordobés, o del afán expansionista del Imperio carolingio.
Los Banu Qasi, desempeñarán el gobierno de la cuenca del Ebro como frontera norte del Califato de Córdoba. Su centro geográfico estaba en Calahorra; pertenecían a una estirpe de señores locales romanizados, probablemente de ascendencia vascona. Mantenían estrechas relaciones, incluso de parentesco con los Íñigos de Pamplona. Casan en 784 a Musa ibn Fortún con Onneca, viuda del vascón Íñigo Jiménez y madre de Íñigo Íñiguez, que más tarde sería el primer rey de Pamplona conocido como Eneko Aritza. Hasta el año 1000 su poder se extendió hasta Zaragoza y Huesca. Fueron los fundadores de Tudela.
Pamplona fue finalmente ocupada, tras oponer resistencia, en torno a 718 y obligada a pagar tributo a los gobernadores musulmanes; a cambio conservaron heredades, tradiciones jurídicas, culturales y religiosas, e incluso, con el mantenimiento de sus propias autoridades locales. Esta situación fue inestable y en periodos sucesivos se vio a Pamplona pagando tributo, siendo gobernada por carolingios como Velasco, o simplemente sin poder reconocido.

### El Ducado de Vasconia y la Marca Hispánica

Los condados de la Marca Hispánica.

La derrota musulmana en la batalla de Poitiers en 732 frente a los francos de Carlos Martel debilitó la posición musulmana, pero el valí Uqba recondujo la situación instalando una guarnición militar en la ciudad de Pamplona entre 734 y  741. El territorio de los vascones al norte de los Pirineos, se incorporó al Ducado de Vasconia bajo el Imperio carolingio, mientras que el sur de la cordillera se reorganizaba en torno a la ciudad de Pamplona y a la estirpe Íñiga, Ennega o Enecca.
El Imperio carolingio organizó el territorio ganado a los musulmanes, al sur de los Pirineos, en la Marca Hispánica como frontera político-militar, mediante guarniciones militares que se extendían de Pamplona a Barcelona. Pronto los condados occidentales alcanzan gran independencia y mantienen relaciones equidistantes con el Imperio y el Califato.
Carlomagno aprovechó la rebelión del valí de Zaragoza o Saraqusta para intervenir en la Península y apoyar a Sulaymán al-Arabi, que pretendía alzarse como emir de Córdoba con el apoyo de los francos, a cambio de entregar la plaza de Saraqusta. Atravesó con su ejército el territorio vascón, Pamplona le recibió capitulando.
Al llegar a las puertas de Zaragoza, un cambio de alianzas entre musulmanes, negó la entrada al ejército carolingio a la ciudad, y los francos le pusieron cerco. Por la complejidad que suponía un largo asedio a una plaza fortificada, con un ejército alejado de su centro logístico y dado que llegaron noticias de la sublevación de los sajones, Carlomagno desistió. En la retirada, al pasar por Pamplona destruyó sus murallas y la ciudad.

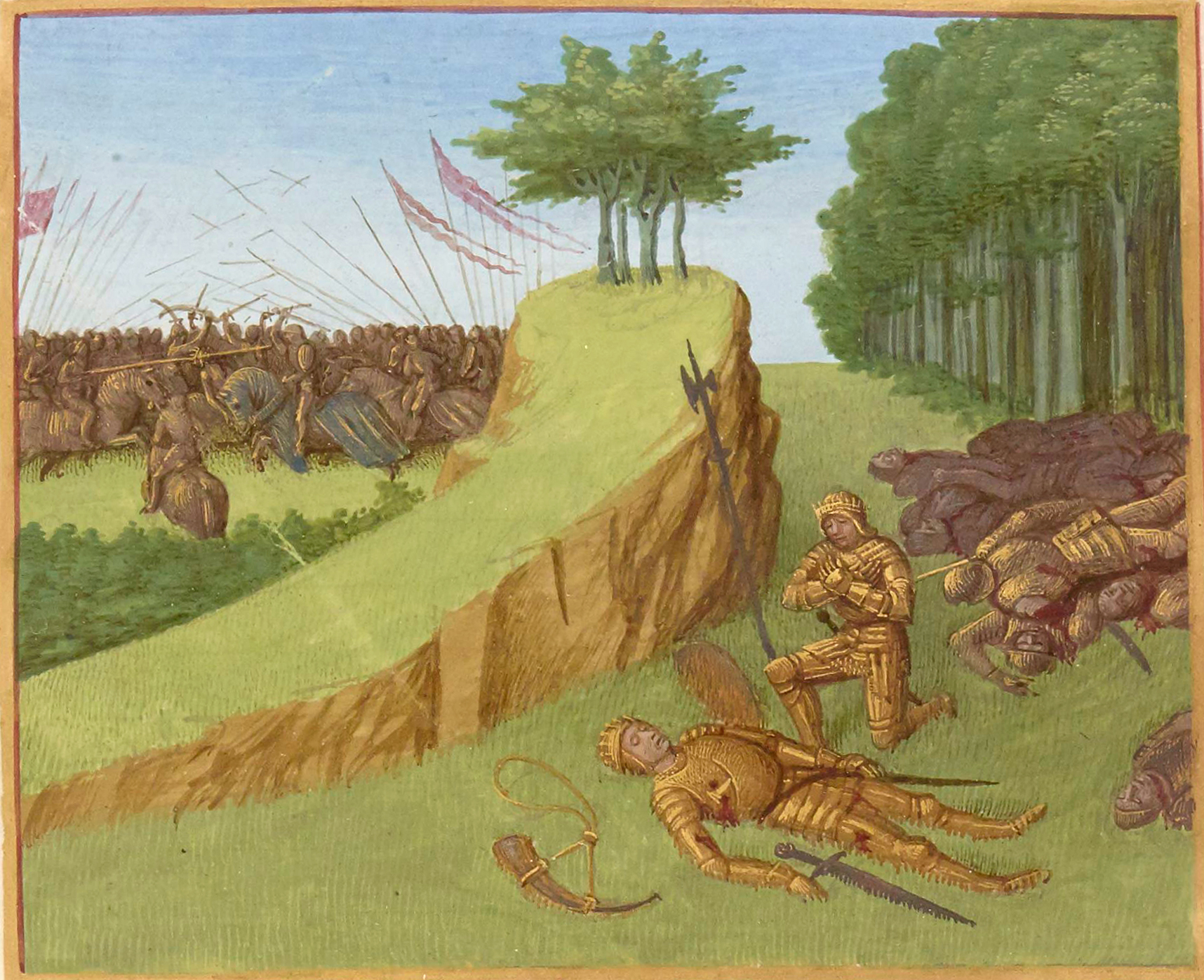
Muerte de Roldán, en las Grandes Crónicas de Francia, hacia 1455-1460.

El 15 de agosto de 778, entre el collado de Ibañeta y la hondonada de Valcarlos el ejército imperial sufrió una emboscada por partidas de vascones, tanto pamploneses como calagurritanos, de su retaguardia, en la denominada batalla de Roncesvalles. La acción provocó un descalabro general de esa parte del ejército, mandada por Roldán, sobrino del Emperador, que murió en la batalla. Siglos después la Chanson de Roland, inmortalizó el evento. La independencia de los condados occidentales respecto del Imperio Carolingio se decidió en el fracaso de la toma de Saraqusta.

## Reino de Pamplona
La colaboración entre vascones frente a francos y musulmanes, hará posible la consolidación del Reino de Pamplona con la proclamación de Íñigo Arista o Eneko Aritza, como primer soberano. Los Íñigos de Pamplona afianzaron su poder en una ciudad sin control extranjero estable y con el apoyo indirecto de los Banu Qasi, ya que, encargados de la frontera norte del Califato nunca emprendieron una conquista sistemática de Navarra. La derrota Carolingia en la batalla de Roncesvalles por la alianza vascona de Ínigos y Banu Qasi acabó con la amenaza del Imperio sobre el naciente reino.
Hacia el año 900-1000 desaparece el poder Banu Qasi y también el de los Íñigos de Pamplona. A partir de ese momento comienza la conquista de los territorios musulmanes y las campañas de castigo por parte del Califato de Córdoba como las realizadas en 911 por Al-Tawil desde Huesca, en 920 por Abd Al-Rahman III (campaña de Muez), en 924 Abd Al-Rahman III (campaña de Pamplona), en 937 Abd Al-Rahman III y en 998 y 1002 Almanzor.

### Dinastía Íñiga
El linaje de los Íñigos o Ennegos o Ennekos estaba territorialmente vinculada al entorno de la cuenca de Pamplona donde la antigua fundación romana actuaba como sede de la autoridad dominante, en una zona donde desde antiguo mantenía relaciones de poder en muchas ocasiones forjadas por enlaces matrimoniales y dinásticos.
Iñigo Arista (810-851) es considerado como primer señor, por algunos autores, monarca. La identidad propia del territorio independiente nace entre tinieblas que nunca se lograrán despejar totalmente, en las crónicas musulmanas aparece como señor, conde o príncipe de los vascones (bashkunish) considerándolo como tributario del emir cordobés.
La dinastía solo cuenta con tres miembros; a Arista le sucedió García Íñiguez (851-882) que en 859 es secuestrado por los normandos y liberado tras pagar un rescate; en 860 es derrotado por el emir Muhammad I y debe entregar a su hijo Fortún Garcés, quien es llevado a Córdoba para ser educado. En 882 Fortún Garcés sucede a su padre como rey de Pamplona.
En 905 Sancho Garcés I se alzó como rey de Pamplona (surrexit rex in Pampilona) sustituyendo al último miembro del linaje Íñigo por una nueva de dinastía, los Jimeno.

El periodo de los Íñigos fue el del germen de la nación y su principal logro consistió en la resistencia y consolidación del nuevo reino. Desde el reino Astur-Leonés venía una nueva forma de pensar más militante y de reconquista que no coincidía plenamente con la actitud Íñiga de contemporización con los musulmanes, ni con la superficial cristianización que representaban.

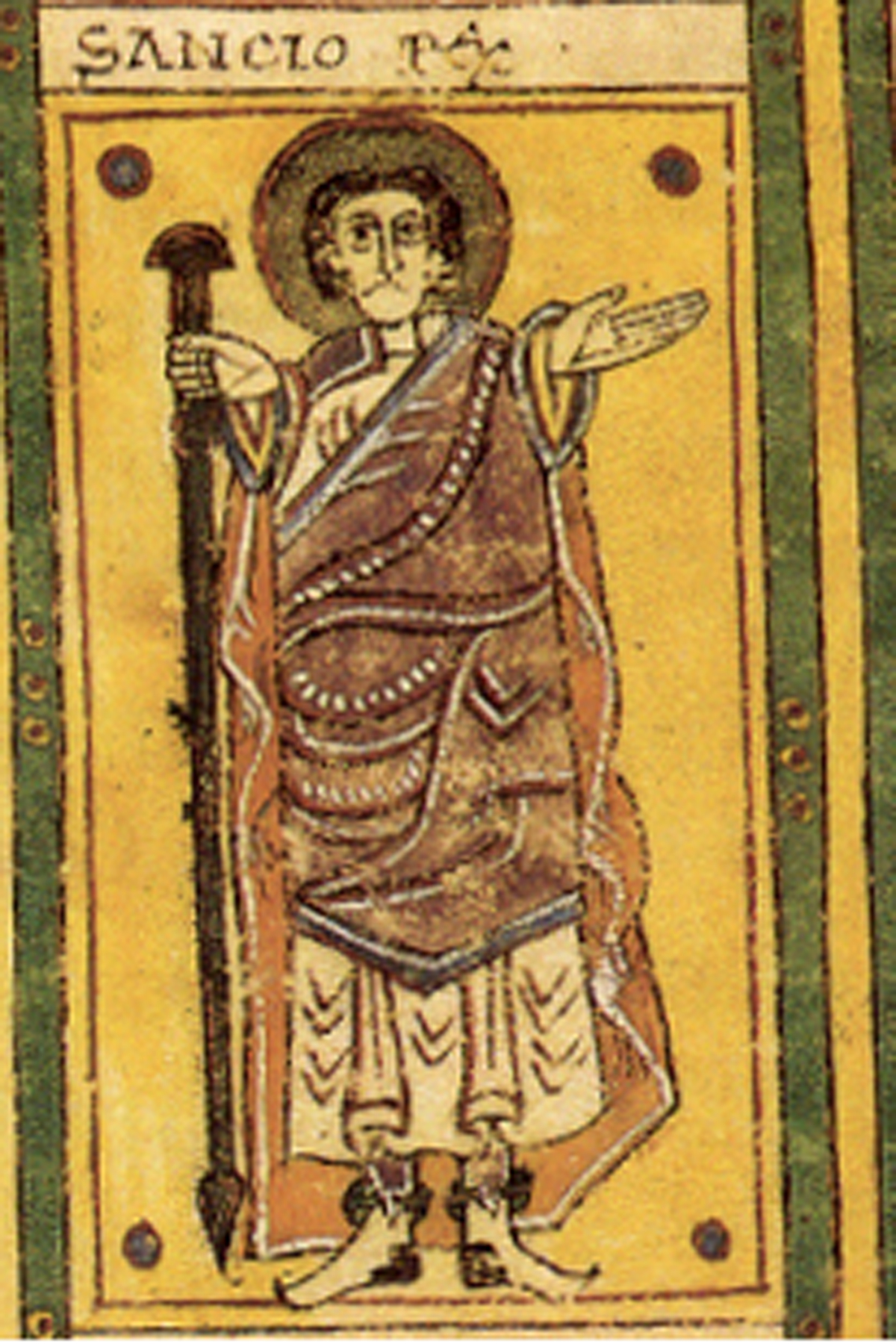
Sancho II. Codex Vigilanus

### Dinastía Jimena
Finalizada en el 905 la dinastía Íñiga con el derrocamiento de Fortún Garcés, se inicia la dinastía Jimena con el reinado de Sancho Garcés I, la dinastía continuaría con su hijo García Sánchez I.
Sancho Garcés II de Navarra (970–994), para algunos autores es el primero del que existe constancia escrita (Codex Vigilanus) de que se denominara "Rey de Navarra" con motivo de la donación de la villa de Alastuey hecha por el rey de Pamplona al monasterio de San Juan de la Peña en 987:

"reinando Yo, D. Sancho, rey de Navarra, en Aragón, en Nájera y hasta Montes de Oca ..."

Se trata de una falsedad documental como han demostrado varios historiadores ya que la villa de Alastuey no fue fundada hasta el 1090 y por Sancho Ramírez.

En su etapa de mayor expansión territorial, durante el reinado de Sancho Garcés III el Mayor (1000–1035), el reino ocupaba casi todo el tercio norte peninsular, desde Astorga a Ribagorza; incluyendo territorios atlánticos y territorios situados en las comunidades autónomas contemporáneas de Aragón, Cantabria, Castilla y León, La Rioja, País Vasco y las regiones administrativas francesas de Aquitania y Mediodía-Pirineos, en las antiguas provincias de Gascuña y Occitania. Este rey  fue el gran impulsor de la ciudad de Nájera, convirtiéndola en la capital. En ella celebró Cortes y le otorgó el famoso fuero de Nájera, origen de la legislación navarra. Durante su reinado en Nájera se acuñó moneda con su efigie y la palabra "IMPERATOR" en su anverso y "NAIARA" junto a una cruz en el reverso. Favoreció las peregrinaciones a Santiago de Compostela, estableciendo albergues y hospitales, y convirtiendo a la ciudad en punto clave de la ruta jacobea. 

EL Reino de Pamplona a la muerte de Sancho III el Mayor (1035)
Reino de Pamplona.
Condado de Aragón y dependencias perteneciente a la monarquía pamplonesa desde el 922
Ganancia de Ribagorza y anexos 1018-1025
Fronteras restauradas por Sancho III el Mayor 1018-1025
Tierra perdida el 922
Zona vinculada a Pamplona desde el siglo X
Condado de Castilla y Álava heredado por Sancho III
Zona disputada por Castilla y León
Reino de León
Dominios musulmanes

Tras su muerte correspondía al primogénito García Sánchez III el Reino de Navarra, y todos sus territorios, y se encargaba la administración a sus demás hijos Fernando I de Castilla, Ramiro I de Aragón. El testamento paterno no fue respetado y cada hijo se hizo dueño de los territorios que le fueron concedidos entablándose disputas territoriales entre ellos.
Sancho Garcés IV de Navarra, "el de Nájera", fue nombrado rey en el 1 de septiembre de 1054 en la Batalla de Atapuerca tras morir en ésta su padre. Las pretensiones expansionistas de Sancho II "el Fuerte" de Castilla provocaron la llamada Guerra de los Tres Sanchos (1067), en la que el rey de Navarra contó con la ayuda de Sancho Ramírez de Aragón, venciendo en la lid el navarro. Fue asesinado el 4 de junio de 1076 por su hermano Ramón y su hermana Ermesinda en Peñalén y su muerte originó la invasión de Navarra por Alfonso VI de Castilla, que ocupó La Rioja, de forma temporal.
Para evitar que el fratricida fuera rey de Pamplona se nombra a Sancho Ramírez de Aragón conocido como Sancho I de Aragón y V de Navarra (1076-1094), que recuperó la unidad de los reinos perdida por el incumplir sus hijos el testamento de Sancho III el Mayor. Le sucedieron sus hijos Pedro I de Aragón (1094-1104), Alfonso I el Batallador.
En 1083 es nombrado obispo de Pamplona Pedro de Roda (Pierre Rodez) monje benedictino de Toulouse con el encargo de extender la reforma del papa Gregorio VII o Reforma gregoriana. Consolida y dignifica el solio episcopal y promueve una colonización del reino desde el Languedoc y la Provenza. Cambistas y mercaderes se instalaron extramuros de la ciudad dando origen al Burgo, por excelencia, el de San Cernin, conociendo un pujante desarrollo junto al Camino de Santiago que en ese momento estaba en pleno auge. En esta periodo histórico se gesta la leyenda de San Fermín, primer obispo de Pamplona, convertido al cristianismo, precisamente, por San Saturnino (Saint-Sernin) de Toulouse. Son muchas las concesiones y encomiendas a religiosos del Mediodía francés, pero cabe destacar la donación de Artajona cuyo cerco e iglesia de San Saturnino pasaron a ser detentadas por los canónigos de Toulouse. El prestigio y poder de estos mercaderes provenzales se extendió toda la Edad Media, hasta el punto que muchos siglos después toda la documentación mercantil y contractual de Pamplona se redactaba en lengua provenzal.
Alfonso I el Batallador (1104-1134) emprendió un gran ofensiva contra los reinos musulmanes, llegando a duplicar la extensión de su reino y conseguir la conquista clave de Zaragoza. Temporalmente, y gracias a su matrimonio con doña Urraca, posteriormente anulado, forzado por la oposición nobiliaria, gobernó sobre León, Castilla, Toledo, Navarra y Aragón haciéndose llamar entre 1109–1114 «emperador de León». Por el sur conquistó hasta Teruel y por el este hasta Tortosa como salida al mar. En su intento de conquistar Lérida entra en conflicto con Ramón Berenguer III conde de Barcelona. Por el norte acudió en ayuda de sus vasallos del Bearne, Foix y Cominges en contra del Duque de Aquitania, conquistando Bayona en 1131.
El Condado de Aragón formaba parte del Reino de Pamplona desde sus inicios, así lo recogían las Crónicas navarras del Fuero General. El rey de Navarra Sancho V había restablecido la unidad, sólo interrumpida brevemente por los hijos de Sancho III el Mayor. Alfonso I el Batallador dejó testamento a su muerte a favor de las órdenes militares de Templarios, Hospitalarios y Santo Sepulcro. El reino y las propias órdenes militares consideraron el testamento irrealizable abriendo negociaciones. Ramón Berenguer, conde de Barcelona, aprovechó la situación de interinidad para apoyar al hermano del rey fallecido Ramiro II el Monje entronizado en Jaca como rey de Aragón por los partidarios del Conde de Barcelona. 
Paralelamente García Ramírez (1134-1150) era proclamado rey en Pamplona, con lo que los territorios de Alfonso I de Aragón se volvieron a dividir en dos reinos. Varios nobles de Aragón rechazaron la usurpación de Ramiro manteniendo la lealtad al rey de Pamplona. Ramiro los convocó a Huesca para dialogar pero fueron ejecutados, poniendo sus cabezas en círculo y colgando sobre ellas una de las cabezas en lo que llamó la campana de Huesca "que se oirá en todo el reino".
Finalmente se consuma la usurpación casando a su hija Petronila, con un año de edad, con Ramón Berenguer IV de Barcelona, consiguiendo unir dinasticamente el Reino de Aragón al Condado de Barcelona.

## Reino de Navarra

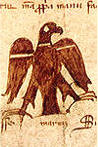
Sello de Sancho VII

Al inicio de su reinado, Sancho VI el Sabio (1150-1194), debió enfrentarse a dificultades que lo impulsaron a realizar reformas jurídicas y administrativas destinadas a mejorar la hacienda real. Castilla estaba empeñada en la conquista del territorio de La Rioja desde el siglo X. En 1176 Sancho VI y Alfonso VIII de Castilla, tras firmar una tregua, admitieron al rey de Inglaterra Enrique II como árbitro, éste emitió el Laudo arbitral del Rey Enrique II de Inglaterra en marzo de 1177, por el cual Navarra perdía casi todo lo que actualmente es La Rioja, pasando a poder de Castilla. Sancho VI funda con fuero de villa la ciudad de San Sebastián en 1180.
La expansión territorial por el sur tenía como principal tenencia la fortaleza de Albarracín, encomendada a la familia de linaje navarro de los Azagra, que mantuvieron de facto la independencia de Castilla y de Aragón desde 1170, llegando a crear un obispado propio. Tras el fracaso de conquista por parte de Jaime I en 1220, Pedro III de Aragón la conquistó en 1285 tras sitiarla, pasando definitivamente a la Corona de Aragón en 1300. Con esta conquista Navarra pierde definitivamente cualquier posibilidad de expansión territorial hacia el Mediterráneo.
El hijo de Sancho VI, Sancho VII "el Fuerte", rey de Navarra entre 1194 y 1234, Navarra perdió por conquista del territorio occidental y la Navarra marítima: (Duranguesado, Álava y Guipúzcoa) a manos de la corona de Castilla, aliada con la corona de Aragón y que habían firmado numerosos tratados para repartirse el reino de Navarra. La ciudad de Vitoria tuvo que soportar un duro asedio de varios meses, liderada por Martín Ttipia, hasta su rendición. En 1212 Sancho VII participó en la Batalla de Las Navas de Tolosa junto a otros monarcas peninsulares con la intención de conseguir prestigio entre los reinos cristianos y poder negociar la devolución de sus territorios perdidos. En esta batalla se fraguó siglos después la leyenda del rey cortando las cadenas que protegían la tienda del rey Miramamolín y que se asocian a las cadenas del escudo de Navarra. Durante su reinado recibió el vasallaje de la nobleza de los valles de Baja Navarra incorporándose ese territorio a Navarra.

### Dinastía de Champaña y Capeta
A la muerte sin descendencia de Sancho VII, subió al trono en Tudela el 7 de abril de 1234 su sobrino Teobaldo I el Trovador, iniciando la dinastía de Champaña. Selló pactos con Castilla, Aragón e Inglaterra, que le permitieron consolidarse en la corona.

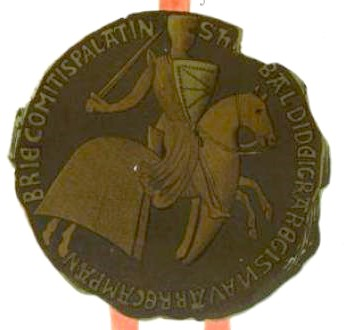
Teobaldo II de Navarra

Ante la imposibilidad de establecer su corte en Pamplona por ser ciudad episcopal, construye un castillo y establece su residencia en la población de Tiebas. Los abusos e incumplimientos de fueros y usos realizados por su antecesor crearon un ambiente hostil, de prevención, a su llegada. Los infanzones, ricohombres y nobles, organizados en las Juntas de Infanzones de Obanos lograron del monarca la firma de la ratificación de sus derechos, fueros, usos y costumbres en el Fuero General, vinculando la libertad de sus gentes a la propia libertad del reino en el famoso lema: Pro libertate patria, gens libera state. Estos hechos son similares al proceso que obligó al rey de Inglaterra Juan sin Tierra a firmar la Carta Magna.
Teobaldo II el Joven, heredó el trono en 1253 con tan sólo catorce años de edad. Continuó con la mejora de la administración de ingresos y gastos del reino ya iniciados por su antecesor, realizando el primer censo de población del reino, cuya cifra aproximada se situó en más de 30.000 fuegos, unos 150.000 habitantes. Las cuentas de 1266 permiten concluir que el 6,75% de las ingresos se dedicaban a burocracia civil, el 33,84% a la administración militar y el 59,6% al rey y su gestión. Participó en la octava Cruzada contra Túnez promovida por su suegro San Luis de Francia donde murió.
Su sucesor Enrique I el Gordo tuvo un corto reinado entre 1270 y 1274, y la corona pasó a su hija Juana I, que sería reina de Francia entre 1285 y 1305 por su boda con Felipe el Hermoso rey de Francia. Reina con apenas tres años de edad, actuó de regente su madre y esta situación supuso un aumento de las presiones de castellanos, aragoneses y franceses por casarse con la heredera, finalmente se concertó matrimonio con el heredero de Francia. Por disposición testamentaria de la reina Juana en 1304 se funda el Colegio de Navarra de París centro docente de la universidad parisina, de gran prestigio intelectual hasta su desaparición en la Revolución francesa.
Su primogénito, Luis I de Navarra, comenzó la dinastía Capeta en Navarra. Según otras versiones, fue su esposo quien siguió como rey de Navarra, no gobernando el hijo hasta la muerte de su padre en 1314, cuando se convirtió en Luis I de Navarra y X de Francia. Denominado Luis le Hutin (el obstinado) construyó un castillo para la defensa de Pamplona situado en un ángulo de la actual Plaza del Castillo.
Los tres hijos de Juana y Felipe:Luis, Felipe y Carlos fueron sucesivamente, y a un tiempo, reyes de Francia y Navarra, ya que todos murieron sin descendencia. Al morir Carlos, se planteó en Francia un problema sucesorio que llevaría al estallido de la Guerra de los Cien Años; sin embargo, en Navarra no tenía vigencia la ley sálica, es decir, que las mujeres no quedaban excluidas de la sucesión al trono, lo que permitió que una hija de Luis I, Juana II fuese Reina de Navarra entre 1328 y 1349.

Los Capetos no residieron en Navarra y su forma de gobierno fue mediante gobernadores con plenos poderes, no siempre respetuosos con los fueros, usos y costumbres del Reino. Fueron continuas las protestas de agravio de las Cortes e incluso consideraron a la dinastía aragonesa como alternativa para trono de Navarra. El capítulo más sangriento fue la Guerra de la Navarrería en 1276 narrada por Guilhem de Anelier donde este Burgo de Pamplona quedó completamente en ruinas por más de cincuenta años.

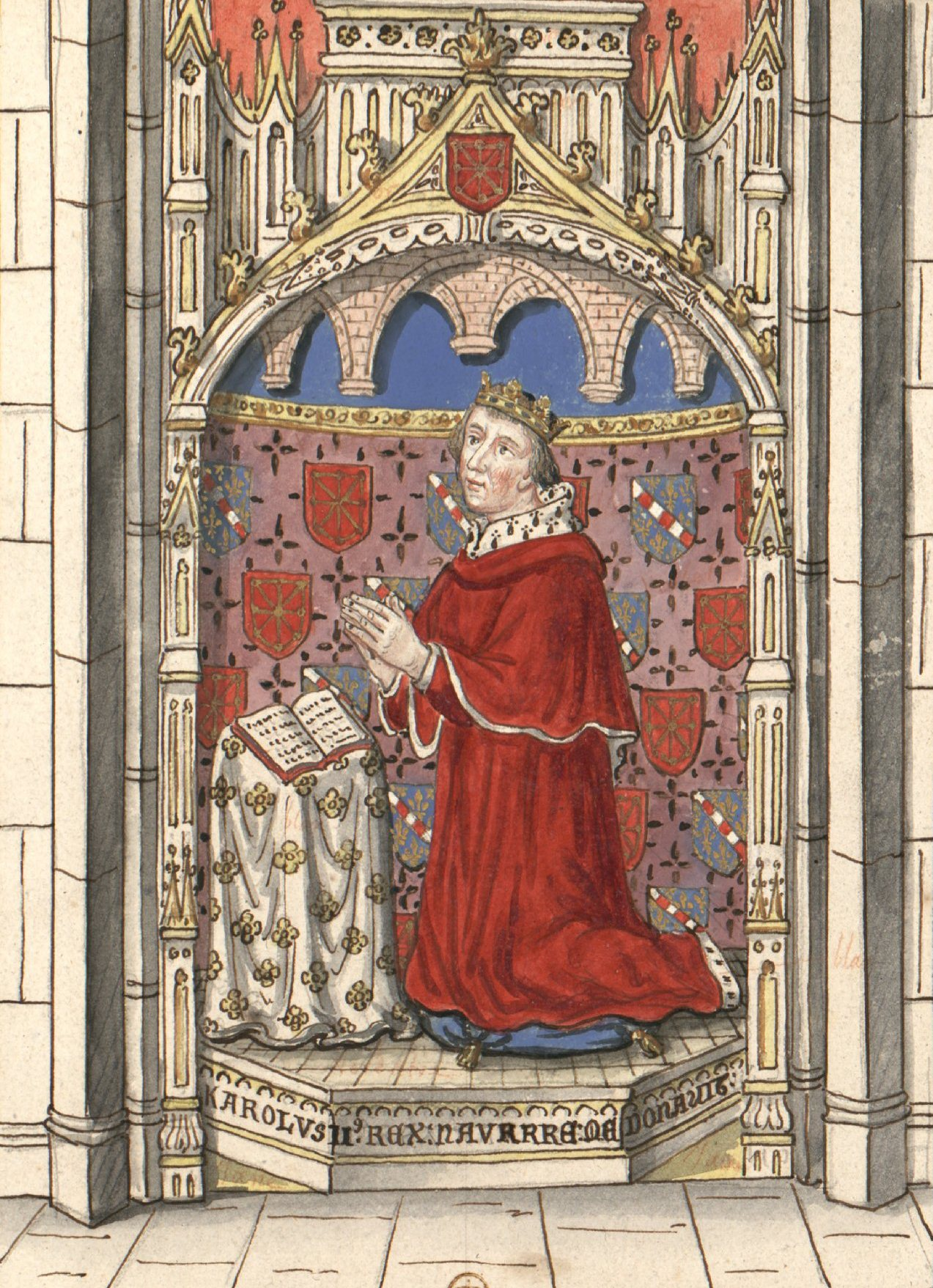
Carlos II de Navarra

### Dinastía Evreux
Juana había contraído matrimonio, a los seis años, con Felipe de Évreux, con doce años, de manera nacía una nueva dinastía: Casa de Evreux. En su reinado se "amejoró" el fuero y tuvo lugar la creación de algunos órganos de gobierno, como el Consejo Real que colaboró con el rey en tareas legislativas y judiciales como tribunal superior de justicia, así como la Cámara de Comptos, siguiendo el modelo de la Cámara de Comptos de París, y encargada de la recaudación de impuestos y de la hacienda regia.
Carlos II el Malo, rey de Navarra de 1349 a 1387, fue protagonista de una desmedida política internacional que desbordó los limitados recursos del reino. El ejército castellano cerca Pamplona viéndose Carlos obligado a firmar el Tratado de Briones en 1379 que permite a Castilla retener durante casi una década una quincena de plazas navarras que había conquistado en la guerra, lo que supuso el final de las ambiciones políticas del rey. Esta política oscilante e incoherente se explica por la necesidad de mantener un precario equilibrio con las potencias que rodeaban Navarra: Castilla, Aquitania inglesa (salidas al mar), Aragón y Francia, todas y cada una capaces por sí mismas de anexionarse el pequeño Reyno de Navarra.

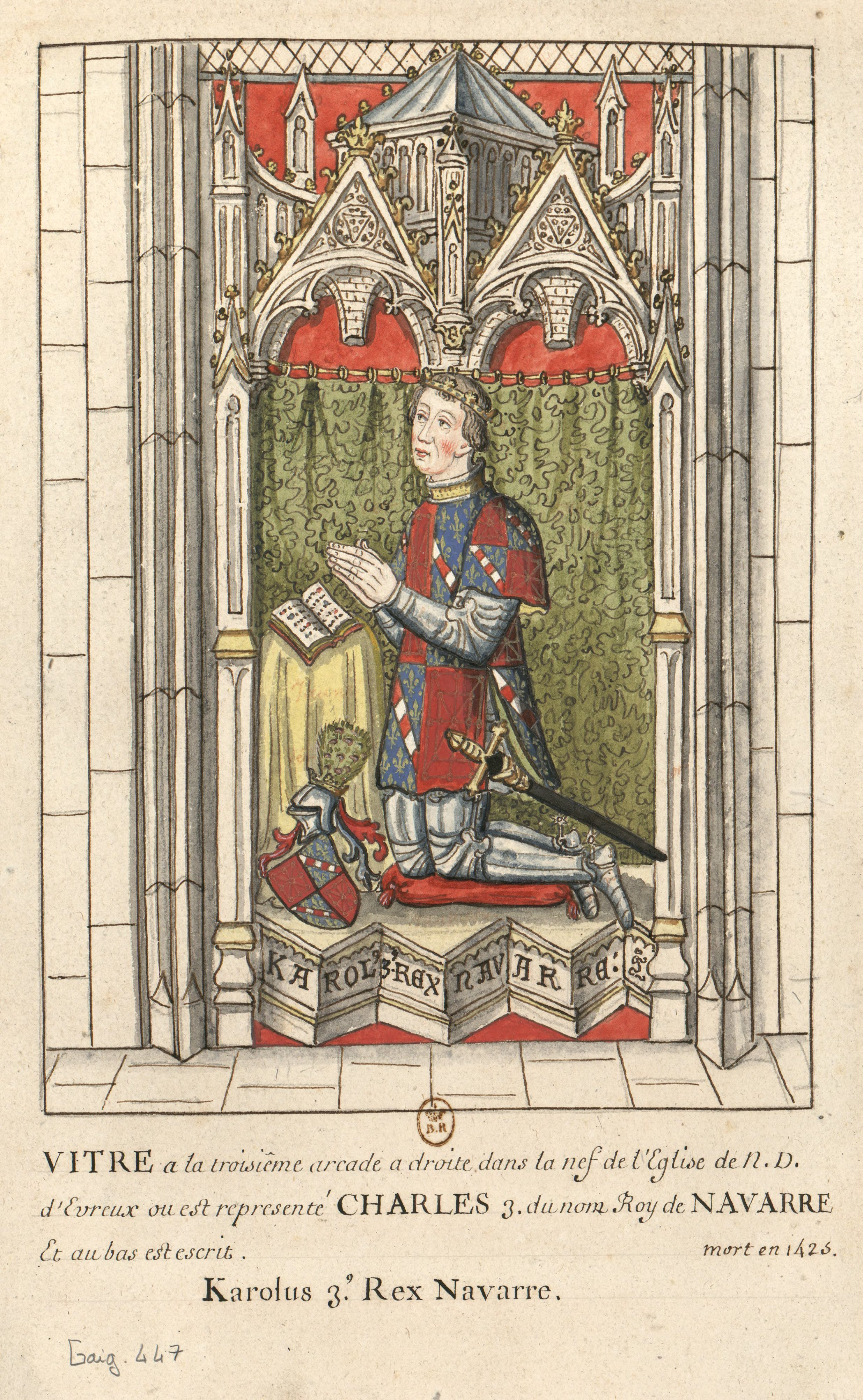
Carlos III de Navarra

Carlos III el Noble Su matrimonio con Leonor de Trastámara, hija del rey Enrique II de Castilla, en 1375 puso fin a los conflictos entre ambos reinos y creó una relación de amistad que continuó en tiempos de los reyes de Castilla Juan I y Enrique III. Procuró la distensión de relaciones con Castilla, Aragón, Francia e Inglaterra mediante una política de colaboración, apoyo al papado de Aviñón y relaciones matrimoniales. Instituyó el título de Príncipe de Viana en 1423 para los herederos al trono del reino navarro, siendo el primero su nieto Carlos.
Destacó como impulsor de las artes, pues concluyó la catedral gótica de Pamplona e hizo edificar los palacios reales de Tafalla y de Olite, donde murió en 1425. Fue el unificador de Pamplona bajo el llamado "Privilegio de la Unión" en 1423 que puso fin a las guerras de Los burgos de Pamplona.
Heredó el trono su hija Blanca I, en 1402 contrajo matrimonio con Martín el Joven, rey de Sicilia y heredero de la Corona de Aragón. Muerto éste en 1409 pasó a gobernar dicha isla, regresó a Navarra y contrajo matrimonio en segundas nupcias con Juan II de Aragón.
De la unión con Juan II de Aragón nació su hijo Carlos, príncipe de Viana, quien, según las capitulaciones matrimoniales de 1419, debía heredar el reino de Navarra a la muerte de su madre. Pero al morir doña Blanca, su esposo usurpó el trono navarro, alegando entre otras razones el testamento en el que la reina recomendaba a Carlos que no se hiciese coronar sin consentimiento de su padre.
Carlos de Viana, declaró la guerra a su padre, lo que supuso una guerra civil en Navarra, Carlos reclutó el apoyo de Luis de Beaumont (Beaumonteses) y del propio condestable castellano, Álvaro de Luna. Juan II era apoyado por los Agramonteses, ambas facciones disfrutaron del apoyo de las facciones guipuzcoanas de Gamboínos y Oñacinos respectivamente. Dicha guerra interna persistió a la muerte de Carlos en 1461 y también a la de Juan II en 1479.
Pero Juan II le derrotó una y otra vez, al tiempo que se casaba con la castellana Juana Enríquez en 1447 que le daría un hijo, el futuro Fernando el Católico.

## Pérdidas terrritoriales: 1461-1528

### Final del dominio navarro en la Sonsierra (1461)
Diego Ramírez de Ávalos de la Piscina, historiador del siglo XVI, atribuía al primer príncipe de Viana la divisa de Utrimque roditur («por todos lados me roen») que, aplicada a Navarra, refleja la débil situación del reino desde el fallecimiento de Carlos III (1425). Castilla llevaba décadas rondando las fronteras de Navarra y recién iniciado el reinado de Blanca I se inició una guerra donde «Navarra iba a ser víctima de pleitos que le eran totalmente ajenos.»
En 1423 el rey navarro Carlos III el Noble había instaurado el principado de Viana que incluía territorialmente la totalidad de la Sonsierra de Navarra además de otras plazas. Poco más tarde, durante las guerras civiles de Navarra, una parte de dicho principado cae en manos castellanas para ya no retornar nuevamente al reino pirenáico.

Mapa de la guerra civil de Navarra, con la toma por parte de Castilla de la comarca de Laguardia y Los Arcos.

En 1461, Enrique IV, primo y cuñado del príncipe de Viana, ayudó a este a recuperar el trono de Navarra; consiguió la rendición de Laguardia, San Vicente, Viana y Los Arcos, que ocupó Gonzalo Saavedra con el ejército castellano. Fallecido Carlos, su hermana Blanca se postula como heredera del reino aunque cuenta, al igual que su hermano, con el impedimento del padre, Juan II.
En la sentencia arbitral de Bayona, de Luis XI de Francia, en 1463, para dirimir las cuestiones surgidas entre Castilla y Aragón, la Sonsierra y el partido de Los Arcos, quedaron en prenda para ya no volver a la corona de Navarra. En 1462, el conde de Foix, esposo de doña Leonor en Navarra, aprovechando la crisis castellana, se apoderó de Calahorra e intentó penetrar en Alfaro, para exigir la devolución de Los Arcos y la Sonsierra; llegó a las puertas de Alfaro sin más éxito y al fin hubo de evacuar Calahorra. En 1466, Enrique IV ordenó a los habitantes de la Sonsierra que accedieran a la Hermandad de Álava para luchar contra las partidas de ladrones y malhechores que se refugiaban, saltando a esta parte desde Álava. 
El 16 de enero de 1475, siendo ya rey consorte de Castilla Fernando, su padre le indica que «es el momento de devolver a Navarra las villas y lugares de la Sonsierra, que habían sido dadas en rehenes a Enrique IV, pero nada estaba más lejos de los puntos de vista de su hijo.»
Aunque los reyes de Navarra reclamaron repetidas veces las tierras de la Sonsierra a don Enrique y después a Isabel y Fernando, no sólo ellas, sino toda Navarra, sería ocupada por Fernando en 1512 y anexionada a la corona de Castilla.

### Dinastía Foix

Francia y Navarra en 1477.

Leonor I de Navarra, condesa de Foix la casarse en 1441 con Gastón IV de Foix, pasa a ser instrumento del rey aragonés en contra del resto de sus hijos. Al impedir Juan II asumir la herencia de Blanca I a su hijo Carlos, Príncipe de Viana y caer en desgracia la otra hija, Blanca, hizo proclamar herederos del reino a Leonor y a Gastón, e instituyó gobernadora general del reino a Leonor, que se estableció en Sangüesa. Leonor en su testamento dispuso que fuera heredero Francisco I de Foix ("Febo"), su nieto, recomendándole que adoptara la protección del rey de Francia. Durante su breve reinado ejerció la regencia su madre Magdalena de Francia, hermana del rey Luis XI de Francia. Al principio de su regencia (1479) consiguió que Agramonteses y Beaumonteses firmasen la paz en Aoiz, la regente creyó haber conseguido la paz definitiva, sin embargo resultó efímera. Este es el origen del escudo de Aoiz, las dos banderías, simbolizadas por espadas que quedan debajo de la corona real.
La prematura muerte de Francisco (1483) convirtió a Catalina de Foix, su hermana, en reina de Navarra. Doña Magdalena continuó en la regencia los primeros años. Hubo fuertes presiones del rey católico para acordar la boda de Catalina con Juan príncipe de Asturias recién nacido. El matrimonio de Catalina se convirtió en cuestión de delicada diplomacia en una coyuntura de ambiciones territoriales sobre Navara, tanto de Francia, como de la unión Castellano-Aragonesa. Finalmente la opción fue Juan III de Albret (1484), que contaba con el beneplácito del rey de Francia.
Fernando el Católico aumentó el acoso sobre el reino y sus monarcas. La guerra civil de Navarra estaba en su fase más cruenta. Ya nadie recordaba cómo había empezado, ya no existía un enfrentamiento dinástico entre el Rey Juan y su hijo Carlos el Príncipe que la originó. Ahora los Beaumonteses, liderados por Luis de Beaumont, Conde de Lerin, Condestable de Navarra, eran utilizados por Castilla para sus fines y los Agramonteses que rodeaban a los reyes de Navarra, ocupando los más importantes cargos del reino como Juan de Jaso, Señor de Javier, presidente del Real Consejo o el Mariscal Pedro de Navarra, con claro apoyo del rey de Francia.
La guerra civil asolaba campos y villas, como Rada que resultó destruida y abandonada; se practicaba el sabotaje con talas de arboledas y viñas, quema de aldeas; los cargos públicos se concedían por bandería y reinaba la corrupción moral con traiciones, deslealtades, robos y crímenes.
La guerra quedó abierta entre el Rey Juan Albret y el Conde de Lerín, decretándose el embargo de todas las haciendas del Conde que salió exiliado a Castilla. Quedó bajo la protección de Fernando que le recompensó con el marquesado de Húescar y el feudo de la Puebla de Don Fadrique en Granada. Sin embargo el de Lerín continuó el acoso al Rey con conquistas y sitios de pueblos y ciudades. En el sitio de Viana murió César Borgia, duque de Valentinois, hijo del Papa Alejandro VI, que debiendo huir de Roma por la persecución del Papa actual, se había refugiado en Navarra bajo la protección de Juan de Albret su cuñado.
El difícil equilibrio internacional de Navarra se vio definitivamente roto al declarar la guerra a Francia la coalición de Castilla e Inglaterra que suponía para Navarra, tanto neutral como beligerante, una guerra que le iba a afectar.

### La conquista de Navarra (1512)

Armas del Conde de Lerín, Condestable de Navarra

Armas del Rey de Navarra, Dinastía Foix

Fernando el Católico, aprovechando el apoyo que le ofrecían los Beaumonteses, invadió el Reino el 21 de julio de 1512. Un ejército castellano con guías Beaumonteses entró en Navarra desde Álava, al mando de Fadrique Álvarez de Toledo y Enríquez, segundo duque de Alba.
Para esta acción, se argumentó que los reyes de Navarra habían firmado el tratado de Blois con el rey de Francia, por el que se afirmaba «ser enemigos de mis enemigos», habiéndose convertido por tanto Navarra en un estado beligerante y no neutral en la guerra de Castilla e Inglaterra contra Francia. Fernando el Católico consiguió que el papa Julio II excomulgara a los reyes de Navarra, en las bulas Exigit Contumacium y Pastor Ille Caelestis, y por tanto quedaban desposeídos del reino, por las connivencias de la casa real navarra con el protestantismo que se estaba extendiendo por el sur de Francia y su alianza con el monarca francés, declarado cismático en el V Concilio de Letrán. A ello se sumaron a las negociaciones para casar a su primogénito Enrique, Príncipe de Viana, con una hija de Luis XII de Francia.
El hecho de que Pamplona, la capital, dominada por el bando beaumontés, se rindiera en tres días (cayó el 25 de julio), determinó el control total en el reino. En otros lugares, la resistencia fue mayor: Lumbier hasta el 10 de agosto, Estella hasta agosto, Roncal hasta el 9 de septiembre, al igual que Tudela, que fue el mayor bastión agramontés, donde para tomarlo tuvieron que venir fuerzas de Aragón. Los reyes navarros Juan y Catalina se refugiaron en sus dominios del Bearne.
En 1513, las Cortes de Navarra, convocadas en Pamplona por el virrey castellano y sólo con la asistencia de beamonteses, nombraron al rey de Aragón  Fernando el Católico rey de Navarra. El 7 de julio de 1515 las Cortes de Castilla en Burgos, sin ningún navarro presente, anexionan el Reino de Navarra al de Castilla. El nuevo rey se comprometió a respetar los fueros del reino.
La ocupación castellana fue total, tanto la Navarra Continental como la Peninsular, sin embargo, en Baja Navarra, el control militar siempre fue más precario y la conquista de la Alta Navarra no finalizó con la invasión, ya que Catalina de Foix y Juan III de Albret, y posteriormente Enrique II, apoyados por los monarcas franceses, hicieron hasta tres intentos militares de recobrar el reino.
El primero lo realizaron ese mismo año, en noviembre, cuando un ejército de navarros Agramonteses, franceses y mercenarios se adentraron en el reino con 15.000 hombres al mando de Juan de Albret y el general La Palice. Varias ciudades del interior se alzaron, como Estella, Villamayor de Monjardín y Tafalla, llegando a sitiar Pamplona del 3 al 30 de noviembre. Ante la llegada de refuerzos castellanos por el Perdón, se realizó un asalto precipitado el 27 de noviembre de Pamplona, que fracasó. Debido a la proximidad del invierno, las tropas navarras iniciaron la retirada hacia el Baztán. En el puerto de Velate, la retaguardia fue sorprendida por fuerzas castellanas, en las que predominaban guipuzcoanos oñacinos, al mando de López de Ayala. La batalla de Velate terminó con la derrota y pérdida de más de mil hombres y doce piezas de artillería de los navarros. Hasta fechas recientes han figurado en el escudo de Guipúzcoa las doce piezas de artillería en recuerdo de la gesta.
La segunda tuvo lugar en 1516, aprovechando la muerte de Fernando el Católico y la complicada sucesión castellana. El ejército, al mando del mariscal Pedro de Navarra, mal pertrechado y equipado, fue derrotado en el Roncal por el coronel Cristóbal Villalba. El mariscal fue hecho prisionero y moriría asesinado en el castillo de Simancas en 1522. Para evitar posteriores problemas, el cardenal Cisneros, regente de Castilla, ordena eliminar todos los lugares defensivos de Navarra, exceptuando los estratégicos y los pertenecientes a los aliados beaumonteses, debido a la imposibilidad de defender con el ejército castellano todos los castillos. Orden que fue cumplida salvo en el caso del castillo de Marcilla por la férrea oposición mostrada por Doña Ana de Velasco, marquesa de Falces.
Al no prosperar la vía militar, se intentó la diplomática. Así tuvieron lugar dos encuentros entre las partes, en Noyón (1516) y Montpellier (1519), que no arrojaron ningún éxito, por lo que los reyes navarros, apoyados por Francia, realizaron un último intento bélico.
En 1521, aprovechando la Guerra de las Comunidades que asolaba Castilla, y reinando Enrique II, que contaba con el apoyo incondicional de su cuñado Francisco I de Francia, tuvo lugar un alzamiento generalizado en toda Navarra, incluyendo las ciudades beaumontesas, al tiempo que un ejército franco-navarro que vino por el norte, consiguió reconquistar toda Navarra.
Sin embargo, el ataque se había demorado demasiado, no produciéndose hasta mayo, cuando en abril los comuneros habían sido aplastados por las tropas reales. Además, en vez de consolidar la victoria, el ejército navarro quiso entrar en Logroño, lo que permitió que el ejército castellano se reorganizara con tres cuerpos de ejército. Finalmente, el ejército navarro se constituyó en un ejército de ocupación de facto, impidiendo el retorno del rey Enrique a Pamplona, lo que causó el descontento popular.

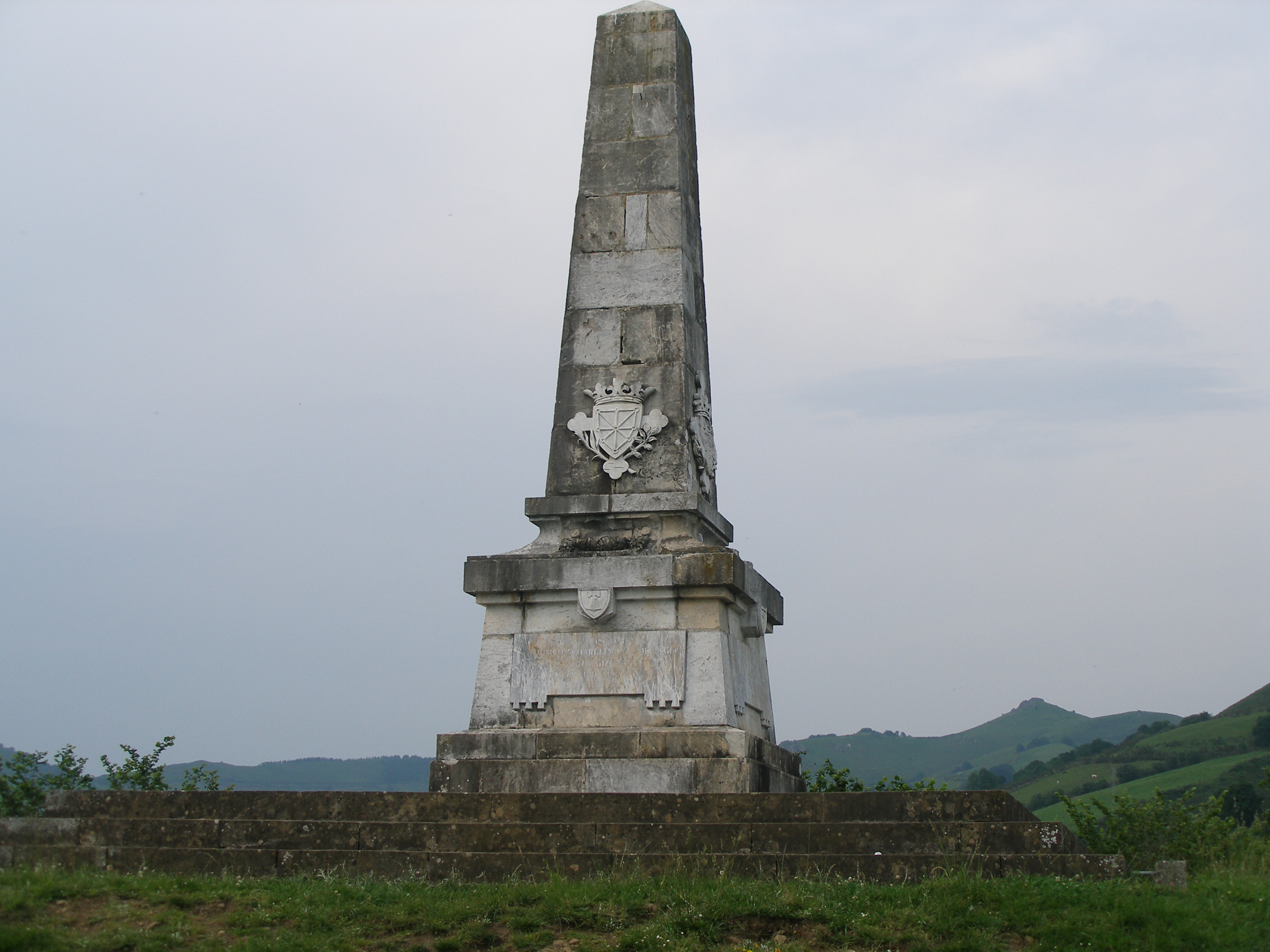
Recuerdo a la resistencia

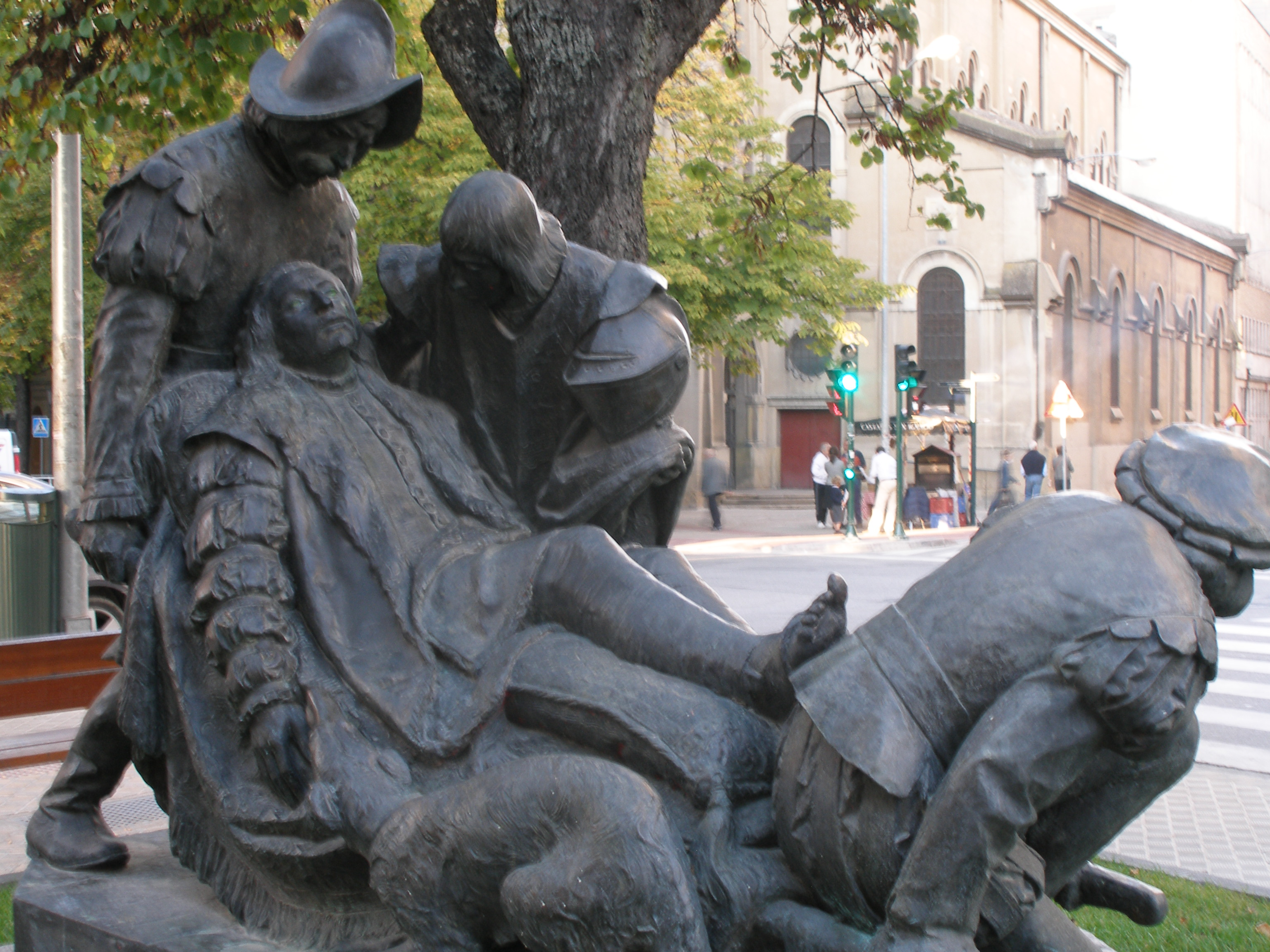
Íñigo de Loyola herido

El enfrentamiento se produjo en la cruenta batalla de Noáin (30 de junio de 1521), a las afueras de Pamplona, donde no menos de 5.000 combatientes perdieron la vida. Tras esta derrota, los restos del ejército franco-navarro se dispersaron, aunque hacia octubre algunos combatientes se hicieron fuertes en el castillo de Maya (valle de Baztán), donde resistieron hasta el 19 de julio de 1522 y en Fuenterrabía, que resistió hasta marzo de 1524. En diciembre de 1523, Carlos I decretó un perdón para los sublevados, excluyendo a unos setenta miembros de la nobleza navarra. Tras la caída de Fuenterrabía, el emperador decretó un nuevo perdón, incluyendo a los excluidos del anterior, a condición de que se le prestase juramento de fidelidad. Así terminaron los intentos tanto por recobrar la independencia de la Alta Navarra como de consolidar la influencia sobre ella de la Corona francesa.
En mayo de 1521, defendiendo Pamplona de la sublevación de los habitantes de la ciudad, cuando fuerzas navarro-gasconas entraron en la Alta Navarra para recuperar el reino, resultó gravemente herido Íñigo López de Loyola, encuadrado en el ejército de Castilla que ocupaba Navarra. En 1528, siendo ya Ignacio de Loyola, en la Universidad de París tuvo como alumno aventajado a Francisco de Jaso y Azpilicueta, Francisco Javier, que llegaría a ser copatrón de Navarra en 1622. La familia de Juan de Jaso permaneció leal a los legítimos reyes de Navarra y con ellos partieron al exilio, participando, los hermanos de Francisco, Miguel y Juan, en todos los intentos de recuperación del reino y hasta la última resistencia de Amaiur.

### La división del reino (1528)

#### Ultrapuertos (Baja Navarra)

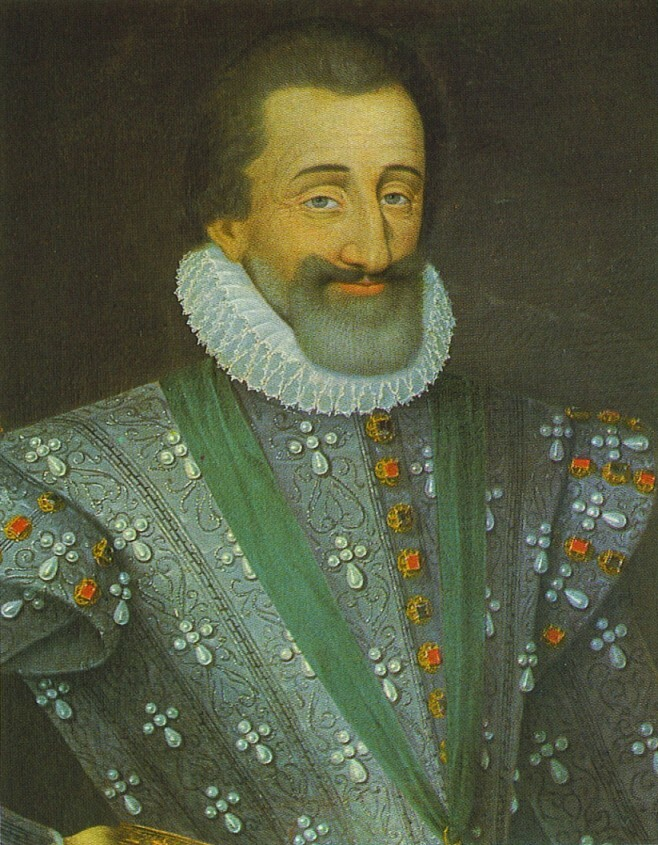
Enrique III de Navarra y IV de Francia

Tras una intermitente ocupación de la castellanía de San Juan de Pie de Puerto (Ultrapuertos), la Navarra situada al norte de los Pirineos, por parte de las tropas del emperador Carlos V (I de España), en 1528 decide abandonar el territorio por su difícil defensa.
La reina Catalina de Foix desde 1513 y hasta el momento de su muerte en 1518, ejerció su reinado sobre el referido territorio que a partir de ese momento se denominó simplemente Navarra. Le sucedieron como reyes Enrique II, Juana III de Albret y su hijo, habido con el duque de Borbón, Enrique III de Navarra y que más tarde sería nombrado rey de Francia como Enrique IV. El rey consideró siempre a Navarra como patrimonio del rey y separada de la corona de Francia.
Enrique II estaba casado con Margarita de Navarra, mujer que participó, por su formación neoplatónica, en el espíritu abierto del humanismo. Atraída por la Reforma protestante se rodeó de una corte de exiliados reformistas, incluido Calvino. Gran mecenas de las artes y la literatura, ella misma escribió varias obras entre las que destaca el inacabado Heptamerón. A esta corte se refirió Shakespeare en su obra Trabajos de amor perdidos donde un idealizado Fernando, rey de Navarra, exclama "Navarra será el asombro del mundo".
La reina Juana III se convirtió al protestantismo calvinista que en Francia se denominaban Hugonote, movimiento muy importante en Bearne y mucho menos en Navarra. Bajo su reinado el pastor Joannes Leizarraga realizó la primera traducción de los evangelios al euskera siguiendo los principios de su iglesia de traducir los textos sagrados a todas las lenguas.

Armas de Francia y Navarra

En el periodo de 1562 a 1598 ocurrieron las Guerras de religión en Francia, si bien la causa estaba en la guerra entre Católicos y Hugonotes, se mezclaban cuestiones dinásticas y luchas de poder de familias aristocráticas. El último periodo, de 1585 a 1598, se conoció como la Guerra de los tres Enriques ya que enfrentaba al rey Enrique III, partidario de la tolerancia religiosa, a Enrique de Navarra, líder de la facción hugonote y Enrique I de Guisa que lideraba el bando católico. Enrique de Borbón, rey de Navarra, era sucesor directo al trono y Enrique III no tenía descendencia. Una Alianza del rey de Francia y de Navarra consiguió acabar con los Guisa y tras el asesinato de Enrique III, por un dominico, Enrique IV, III de Navarra alcanzó el trono de Francia. Ante la exigencia de su conversión al catolicismo para se rey de Francia se le atribuye la frase: "París bien vale una misa". Promulgó el Edicto de Nantes se dio por terminadas las Guerras de Religión en Francia.
Su sucesor Luis II (XIII de Francia) acudió a Bearne al frente de sus tropas y el 20 de octubre de 1620 e incorpora el Reino de Navarra a la corona de Francia junto a las soberanía de Bearne, uniendo en el mismo acto la Cancillería de St.Palais (máxima instancia judicial de Navarra) y el Consejo Soberano de Pau en el denominado Parlamento de Navarra con sede en Pau.
El Reino de Navarra seguía conservando los Estados Generales como órgano legislativo sucesor de las Cortes del Reino. Siempre procuraron los navarros y sus instituciones dejar clara la separación de Francia y de Navarra, manteniendo estos dos títulos todos los sucesores de Enrique III, hasta la Revolución. Asimismo procuraban hacer jurar sus fueros usos y costumbres a cada uno de ellos.
En 1789 el rey Luis V (XVI de Francia) convoca Estados Generales de Francia en París ante las presiones que le llegan desde muchos sectores para realizar reformas en el reino. Los Estados Generales de Navarra son convocados en St. Palais el 15 de junio para elegir "una deputation vers le roy", con dos cometidos: Recibir juramento del rey y presentar al rey el juramento de Navarra, presentar cuaderno de "Agravios" como la abolición de la sucesión "cognatique" y el restablecimiento de la sucesión "agnatique" para la corona de Navarra. Fueron elegidos: Mr. Pavée de Villevielle, obispo de Bayona, Mr. de Logras marqués de Olhonce, consejero del Parlamento de Navarra, Arnaud de Vivié, notable de Garris y Jean-Baptiste Franchisteguy, notario de St. Juan Pie de Puerto, como asesor letrado Mr. Polverel.
Los comisionados llegan a Versalles en los últimos días de julio. Ya el 9 de julio se habían separado la Asamblea Nacional constituyente de los Estados Generales y el 14 de ese mismo mes tuvo lugar la toma de la Bastilla. Los navarros no toman parte en la Asamblea Nacional por considerar que no tienen mandato suficiente y tras arduas gestiones fue imposible conseguir una audiencia con el rey en la situación política que se vivía.
La Asamblea Nacional aprueba la abolición de privilegios particulares de provincias, principados, países, cantones, villas y comunidades, así como la abolición del título de Rey de Francia y de Navarra por el de Rey de los Franceses.
Ante esta situación se solicita al rey convocar Estados Generales en Navarra para ver los decretos de la Asamblea Nacional y en su caso la aprobación de los mismos, no existe acuerdo entre los tres brazos y el comisario real suspende las sesiones de la que sería la última reunión del órgano legislativo del Reino de Navarra.
El 11 de noviembre la Asamblea Nacional decreta la división en departamentos, el 12 de enero de 1790 se crea el departamento de "Bajos Pirineos" y el 4 de marzo se establecen los distritos de Pau, Orthez, Olorón, Mauleón, St. Palais y Ustarritz que incluye Bayona. La Asamblea Nacional francesa considera que los Estados Generales de Navarra no deben reunirse más. El Reino de Navarra había sido abolido. Y aun quedaban las persecuciones y excesos del Terror revolucionario.
Los sacerdotes vascos se negaron en su mayoría a jurar la constitución y se exiliaron en masa en Navarra y País Vasco. Las autoridades de la Convención sospecharon connivencia de las poblaciones fronterizas con el ejército que España estaba concentrando en la frontera  contra Francia. Por esta causa es destituido del obispo de Bayona Pavée de Villevielle, que había sido delegado de Navarra en los Estados Generales de París, refugiado primero en Urdax y finalmente hasta su muerte en el monasterio de la Oliva. Esta situación acabó en una violenta represión con persecuciones, fusilamientos y la deportación de poblaciones enteras como Sare y otras, obligados a trasladarse hasta las Landas a golpe de bayoneta. 

#### Navarra peninsular

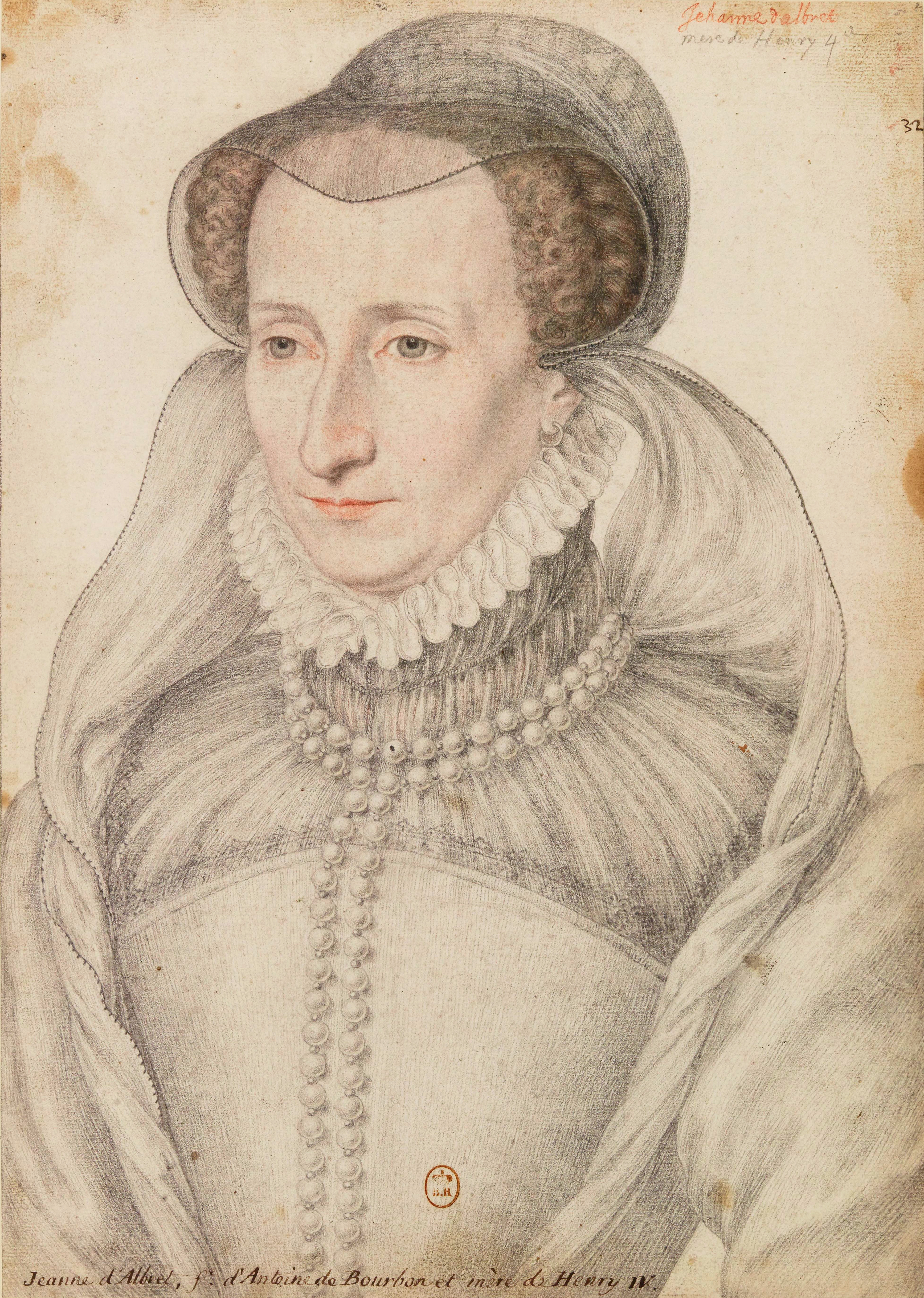
Juana III de Navarra

En 1513 las Cortes nombran rey de Navarra a Fernando y en 1515 las Cortes de Castilla incorporan Navarra a la Corona de Castilla. El gobierno es ejercido por un  Virrey, se mantiene,a todos los efectos, la condición de reino, en unión principal, esto es, siendo reino distinto con el mismo rey que Castilla. La nueva situación fue inestable hasta 1525, sobre todo por la reacción militar navarra de reconquista en 1520.
La política seguida por el Emperador Carlos de conceder indulto a los partidarios de los reyes legítimos apaciguó los ánimos. Un primer perdón, en 1523, excluía a unos setenta nombres y un segundo perdón, tras la caída de Fuenterrabía, fue general y sin excepciones.
El rey Carlos IV de Navarra, I de España y V de Alemania manifestó escrúpulos morales sobre la posesión de Navarra, si bien defendía la actuación de su abuelo en la conquista, no tenía tan claro la retención y posesión del reino. Así en el testamento oficial sugiere a su sucesor, Felipe, que contraiga matrimonio con la heredera Juana de Albret, para solucionar la cuestión dinástica

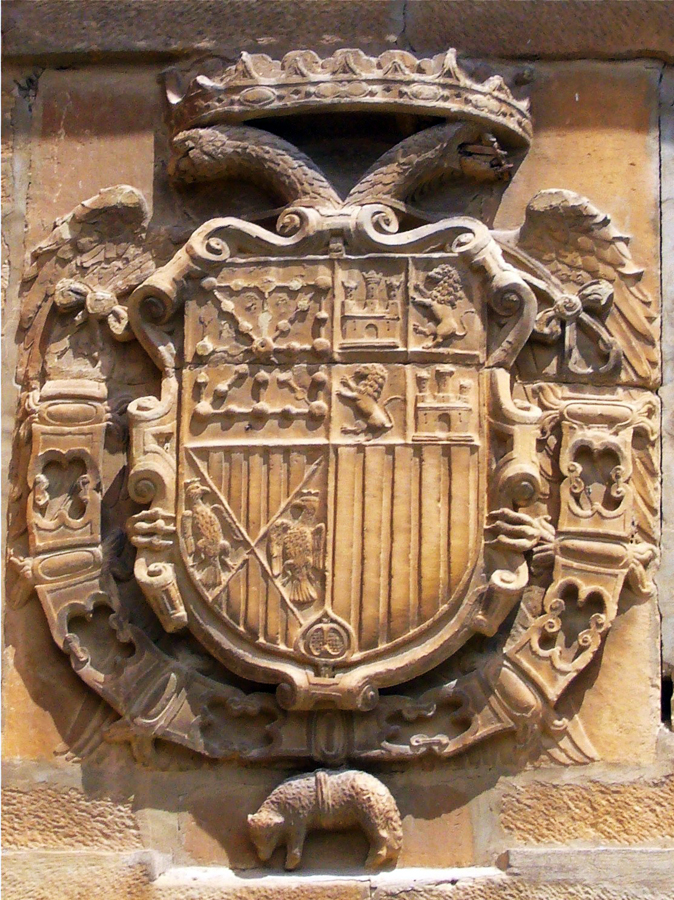
Escudo de Carlos I en la muralla de Viana.

En un codicilo aparte del testamento manifiesta expresamente sus dudas sobre el mantenimiento de reino y pide a su sucesor: “para la mayor tranquilidad de nuestra conciencia, haga examinar y acreditar, lo más pronto posible y con sinceridad, si en razón y justicia está obligado a restituir el mencionado reino, o si debe dar por él una compensación a quien corresponda. Lo que fuere hallado y declarado justo, se efectuará, a fin de que mi alma y conciencia queden tranquilas sobre este particular”.
Este encargo, y los reparos que contiene, se trasmitieron de Felipe IV de Navarra, II de España a Felipe V de Navarra, III de España sin resolver, y este último, finalmente, convoca una junta de testamentarios para resolver el asunto. En el informe que se eleva al rey se resuelve la cuestión, afirmando, sin dudas, la legitimidad moral de la conquista, basada en la excomunión de los reyes legítimos, en la unidad que ya existió con los godos y en la prescripción habida por el tiempo transcurrido de cualquier ilegalidad.
Después de 1529 la situación se estabiliza. La asimilación por Castilla, que en ese momento era potencia mundial emergente, tuvo grandes ventajas para las clases dominantes navarras, esas mismas clases que habían desangrado a Navarra durante la guerra civil. La aristocracia tenía nuevas posibilidades en una nueva corte, no tan estrecha como la de Pamplona: Los matrimonios convenidos con la aristocracia castellana, la colonización americana, las guerras de España en Europa, fueron factores que permitieron a muchos navarros encumbrarse socialmente.
El esquema social vigente en Castilla en ese momento, donde la superioridad social la daba la acreditación de limpieza de sangre o hidalguía, no era problema para ningún navarro, ya que la nobleza colectiva, de villas o valles, era práctica común desde hacía siglos en Navarra. La sola acreditación de ser natural del Baztán, por ejemplo, bastaba para que cualquier tribunal castellano reconociera hidalguía.

## Las instituciones del reino
Este periodo del Reino de Navarra, entre 1513 y 1839 se caracteriza por una institucionalización y dirección burocrática de altos funcionarios. Se constituyó un Virreinato para la representación real y se desarrollaron instituciones como las Cortes de Navarra, la Diputación del Reino, la Cámara de Comptos, formadas exclusivamente por navarros y el Consejo Real máximo órgano judicial y administrativo, de constitución mixta: navarra y castellana. Tras la conquista castellana el estado navarro pierde su soberanía en la política internacional y en la capacidad de declaración de guerra.
En 1571 comienza la construcción de la Ciudadela como moderna fortaleza para la defensa de la ciudad, dentro de una remodelación general de las murallas de Pamplona y el derribo de las defensas medievales.
La Inquisición se estableció en Navarra tras la conquista, por ello fue trasladando su sede: Pamplona, Estella y Tudela para finalmente establecerse en Logroño en 1570, al no considerar seguro el territorio navarro durante las acciones de los legítimos reyes durante la Guerra de Navarra. El inquisidor Juan del Valle Alvarado inició en 1609 una investigación por brujería en la zona de Zugarramurdi que concluyó con el proceso de 53 vecinos entre los que se encontraban: María de Zozaya, Graciana Barrenechea, Miguel Goyburu o María Yurreteguía. El proceso culminó en un Auto de fe en Logroño los días 7 y 8 de noviembre de 1610 en el curso del cual se quemaron en la hoguera, vivos o representados, 11 de los acusados, otros muchos habían muerto en prisión, por enfermedades o torturas, y 18 fueron perdonados y reconciliados. La propia inquisición castellana criticó este proceso siendo el último de estas características.
El reino permaneció leal a la Corona castellana cuando hacia 1640 el sistema territorial de la monarquía de los Austrias entra en crisis con la separación de Portugal y la sublevación de Cataluña. Pese a todo, y de manera paulatina, conforme la rivalidad franco-española se traslade a otros ámbitos, Navarra se convertirá en un reino olvidado y cada vez más marginado de los focos de poder político y económico.

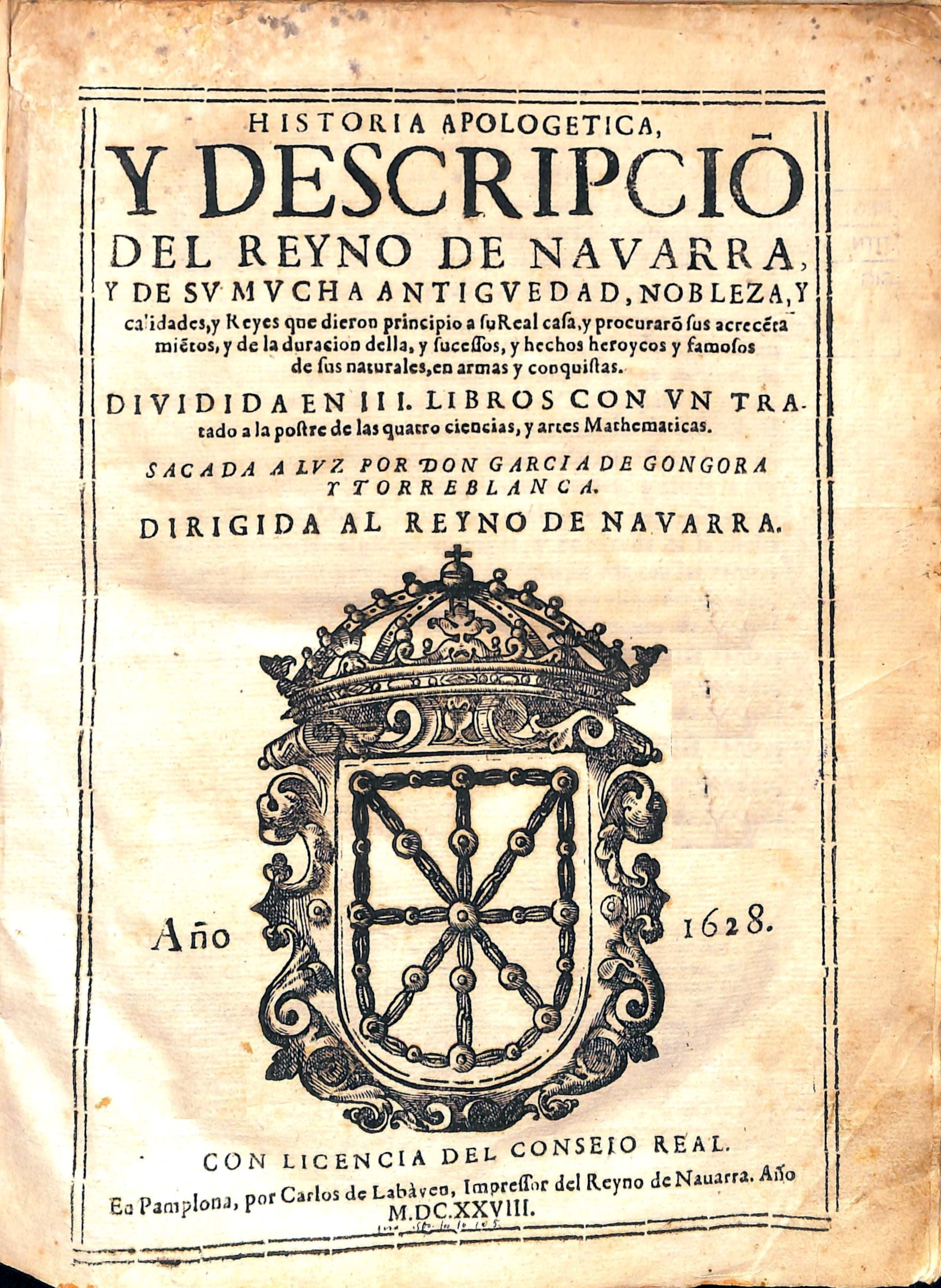
La Historia apologética y descripción del Reino de Navarra de García de Góngora y Torreblanca (Juan de Sada y Amézqueta) (Pamplona, Impr. Carlos de Labayen, 1628)

## SigloXVII
De este siglo destaca la actividad bibliográfica de los vecinos del viejo Reino. La inicia Juan de Sada y Amézqueta que, bajo el seudónimo de nombre de García de Góngora y Torreblanca, publicó una Historia apologética y descripción del Reyno de Navarra y de su mucha antigüedad, nobleza y calidades y reyes que dieron principio a su real casa impresa por Carlos de Labayen en Pamplona, en 1628. Esta obra generó «una gran polémica con los historiadores de reinos vecinos, especialmente con los aragoneses que quisieron rebajar su importancia atribuyéndola al maestro de escuela Juan de Sada, personaje por tanto no cualificado para el cometido de historiador.»
Durante esta centuria, sin embargo, será más significativo y relevante ocurrido en Navarra será el impulso por parte de las Cortes de Navarra a la publicación oficial de una historia del Viejo Reino que sirviera de apoyo y motivación a las instituciones virreinales frente al centralismo monárquico y nobiliario español. Es una época propicia para la imprenta en Navarra que se seguirá traduciendo en más proyectos fomentados por las arcas forales y por cuya razón surgirán los primeros cronistas oficiales, desde 1654, empezando por José de Moret, Francisco de Alesón y Pablo Miguel de Elizondo. 
La Guerra franco-española (1635-1659), tendrá un especial episodio en el Sitio de Fuenterrabía, donde una figura navarra, Martín de Redín y Cruzat, hermano de Tiburcio de Redín y Cruzat, mostró una especial destreza al frente de tropas navarras que sirvió a Moret para escribir una obra panegírica de la figura y el momento que le supuso el espaldarazo para su posterior nombramiento de cronista. Aunque no termina de estar claro si presentaba méritos previos suficientes para el desempeño del cargo. En cualquier caso se sucede una producción bibliográfica, Investigaciones históricas (1665), Congresiones apologéticas (1678), que desemboca en la aparición del primer tomo de los Anales del Reino de Navarra (1684) que verá su continuación, a la muerte de Moret, con Alesón (1690).

Pero esta intensa actividad bibliófila se extiende también a otro campo, el jurídico, donde reside otro de los elementos identitarios navarros: los Fueros de Navarra. La idea, recurrente, ya venía de largo tiempo atrás cuando desde principios del siglo XVI se había elaborado el Fuero Reducido de Navarra y tratado, en reiteradas ocasiones, de obtener la sanción real. Las instituciones, del reino no se arredran, enfocan el tema de otra manera y encontrarán en Antonio Chavier, jurista de primer nivel, al hacedor de una recopilación llamada Fueros del Reyno de Navarra desde su creación, hasta su feliz unión con el de Castilla y Recopilación de las leyes promulgadas desde dicha unión hasta el año de 1685. Esta obra fue impresa en Pamplona en 1686. Siendo su obra más importante, por la que es conocido, le había sido encargada durante las sesiones de las Cortes de Navarra de 1677-1678 y, en unos años, las presentó para las Cortes de 1684-1685. Esta ingente labor, como en el caso de los Anales, verá su continuidad durante los siglos siguiente, especialmente con la Novísima Recopilación de las leyes del Reino de Navarra, también promovida por las Cortes reunidas en Pamplona (1701-2), y que fue elaborado por el licenciado Joaquín de Elizondo, hermano de Pablo Miguel de Elizondo.

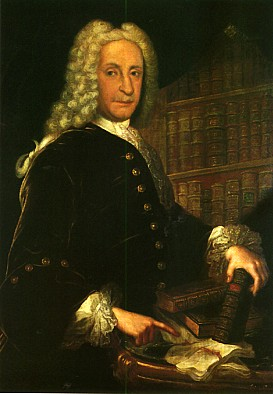
Juan de Goyeneche

## SigloXVIII
En la Guerra de Sucesión de 1701 a 1714 seguida a la muerte de Carlos V de Navarra, II de España, sin heredero, Navarra se puso de lado del Duque de Anjou que, victorioso, reinó en España como Felipe V, VII de Navarra, primer monarca de la dinastía Borbón.
Por el contrario los reinos de Aragón, Valencia, Mallorca y sobre todo el Principado de Cataluña se decantaron a favor del pretendiente, Archiduque Carlos, y una vez entronizado el nuevo rey Borbón dictó los Decretos de Nueva Planta que supusieron la abolición de los derechos forales de aragoneses y valencianos primero, y posteriormente de catalanes y mallorquines.
Es de destacar la labor de las Cortes del Reino, institución representativa del "Reyno" en el ancestral pacto foral del reino con el rey. Era el órgano legislativo, con absoluta capacidad legislativa. Realizó una gran actividad: Entre 1512 y 1646 hubo 55 convocatorias, aproximadamente cada dos años y medio, entre 1646 y 1828 hubo 20, cada nueve años. Debe compararse con las Cortes de Castilla o Aragón que en el siglo XVII tuvieron sus últimas convocatorias.
Mientras los Austrias habían sido absolutamente escrupulosos en el respeto a la soberanía del reino de Navarra, la nueva dinastía de Borbones se mostraba mucho más beligerante y las relaciones institucionales fueron tensas en algunos periodos. En la primera mitad del siglo XVIII los virreyes repararon el 90% de los contrafueros que el reino declaró, pasando al 56% en la segunda mitad del siglo.
El siglo de las luces ilustradas estuvo representado en Navarra por virreyes como Buenaventura Dumont, Conde de Gages, empeñado en modernizar los caminos del reino o el Conde de Ricla impulsando el abastecimiento de aguas y el saneamiento de residuales, que culminaría en la traída de aguas de Subiza, haciendo necesarias las infraestructuras del acueducto de Noáin y las fuentes de Pamplona.

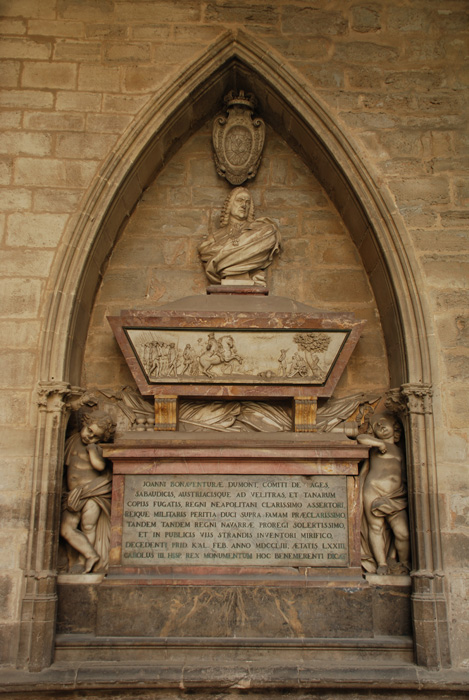
Sepulcro del Conde de Gages en la Catedral de Pamplona

Algunos navarros prosperaron en los negocios de la corte madrileña, como los Goyeneche, Juan Bautista de Iturralde o Jerónimo de Ustáriz, fueron seguidores del colbertismo y se enriquecieron con negocios relacionados con el ejército y el comercio con América. La Real Congregación de San Fermín de los Navarros reunía esta aristocracia navarra de Madrid.
El Marqués de San Adrián funda la Real Sociedad Tudelana de los Deseosos del Bien Público como Sociedad de Amigos del País de carácter filantrópico e ilustrado.

### Guerra contra la Convención
En 1793 la Convención republicana de París declaró la guerra a España, desde 1793 a 1795, los franceses ocuparon Guipúzcoa y el norte de Navarra, dirigiéndose a Pamplona. Las Cortes convocaron el “apellido” y se formó una tropa de 25.000 navarros en dos semanas. Llegados a las puertas de Pamplona, y preparando el sitio, Godoy firmó la Paz de Basilea y los convencionalistas se retiraron.
Las Cortes de 1795 presentaron un informe para solicitar al rey la anexión de los puertos de Pasajes o Fuenterrabía para el comercio con América. En septiembre de 1805 fue atendida la solicitud y fueron incorporados al Reino de Navarra las villas de Irún y Fuenterrabía. Las quejas fueron inmediatas de las propias villas y de la Diputación de Guipúzcoa. Paralizada la cuestión por la invasión francesa ambas villas fueron reintegrados a Guipúzcoa el 18 de agosto de 1814.
En el periodo de Godoy, primer ministro de Carlos VII de Navarra, IV de España, por cuestiones de recaudación emitió una Real Orden que ordenaba la disolución de las Cortes y un intento de abolición foral. Un generoso "servicio" (aportación de Navarra a las arcas del rey de España) y la reacción de Navarra evitaron llevarlo a la práctica, sin embargo, la convocatoria a Cortes en 1801 sólo se realizó para pedir el servicio. No obstante, a final de siglo, comienzan las controversias sobre el estatus de reino, tanto en Navarra como fuera de ella, centradas principalmente en el traslado de las aduanas a los Pirineos y las cuestiones de levas y quintas.

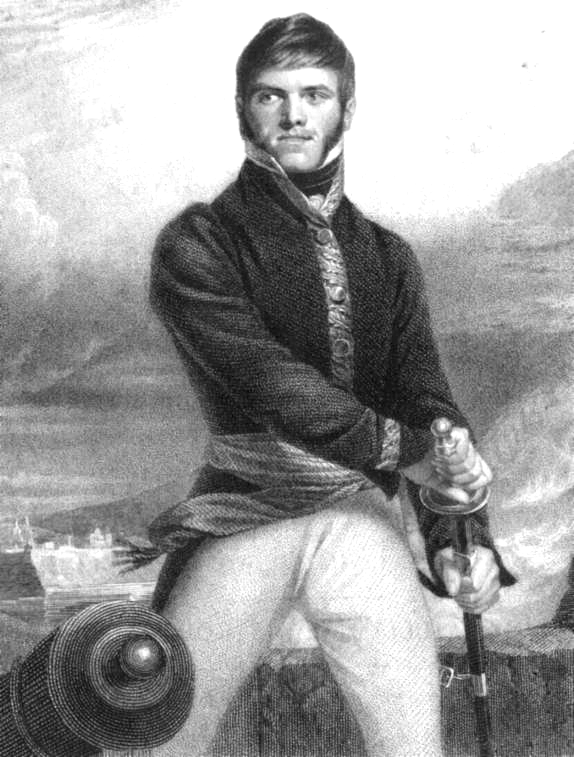
Francisco Xavier Mina

## SigloXIX
Es un concepto habitual y asumido por la historiografía denominar como Antiguo Régimen al período comprendido entre los siglos XVI y XVIII. La revolución francesa marca un hito sentido en todo el continente pero Navarra, en la frontera con Francia, fue escenario continuo de los cambios políticos operados en el país vecino. Confluyen con una política española muy ilustrada y centralista que se topará con un reino que hace uso frecuente de sus instituciones privativas y derecho de sobrecarta, frente a un rey poco receptivo a los agravios y contrafueros.

### Invasión francesa y reorganización
La invasión francesa de Napoleón, primero pacífica y después de ocupación, dejó en suspenso el Reino de Navarra y sus instituciones, sustituidos por una gobernación militar. La ocupación de Navarra se prolongó desde 1808 a 1813.
La Diputación del Reino en sesión de 26 de octubre de 1808 en Tudela proclamó Rey de Navarra a Fernando III (VII de España) y le prestó juramento de fidelidad, ratificado por las Cortes de 1817-1818. El diseño que realizó José Napoleón del escudo de armas del rey de España es el primero que incorpora las armas de Navarra.
Fueron apareciendo partidas de resistencia por toda Navarra con cabecillas como Mina, Espoz y Mina o Cruchaga y en la población de Ujué el párroco organizó un centro de información. La represión francesa tomo tintes sangrientos como en el periodo en que Mendiry fue jefe de la policía napoleónica en Pamplona, tuvo gran impacto entre la población el fusilamiento de 35 ciudadanos como represalia de acciones guerrilleras, el 9 de diciembre de 1811, junto al camino real entre Cordovilla y Noáin. Un monolito recuerda el lugar, junto a un centro comercial de capital francés, precisamente.
En 1813 la guarnición militar francesa de Pamplona se atrincheró y quedó aislada mientras el grueso de las tropas napoleónicas traspasaba los pirineos. La ciudad fue sitiada por tropas españolas e inglesas durante cuatro meses. Un intento francés de socorrer a la guarnición pamplonesa fracasó al ser derrotados en la batalla de Sorauren por el duque de Wellington. Finalmente la guarnición de Pamplona capituló el 31 de octubre de 1813.
Tras la guerra se restablecieron las instituciones y la organización del Reino de Navarra. Hubo convocatoria a Cortes en 1817-1818 y en 1828-1829. 
Las cortes de 1817-1818 abolieron definitivamente la segregación y marginación de los agotes. Este grupo humano segregado, habitaba desde antiguo en los valles pirenaicos del Baztán, Salazar, Roncal y Aézcoa sin que exista constancia de su origen o de la causa de su segregación, habiendo varias teorías al respecto. Llamar a un navarro "agote" era un insulto que podía acabar en los tribunales, como dan fe numerosos pleitos. 
Los vaivenes fueron constantes en la política española durante el periodo de reinado de Fernando III (VII de España) alternando periodos absolutistas y constitucionalistas. En Navarra, en la década de 1820-1829 acontecieron violentos enfrentamientos entre constitucionalistas (principalmente formados por las tropas acuarteladas en Navarra) y absolutistas que crearon la Junta Realista de Navarra con el lema "Religión, Rey y Patria" (principalmente alentados por el clero).

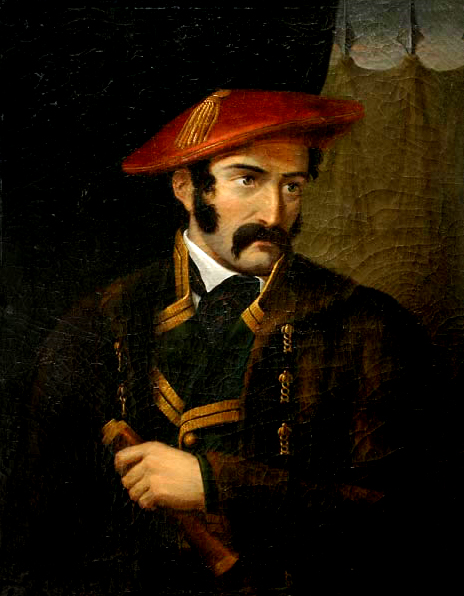
Zumalacárregui.

### Alzamiento carlista
A la muerte del rey se proclamó la sucesión de su hija Isabel, proclamación no admitida por su tío Carlos invocando la Ley Sálica que Felipe VI (Felipe V de España) promulgó para evitar la sucesión de mujeres en el trono de España. Sin embargo Navarra nunca incluyó entre sus fueros la Ley Sálica, nunca fue incorporada a su legislación, fue procalmada reina de Navarra el 2 de marzo de 1834, un año más tarde que reina de España, tras largas consideraciones e informes solicitados por la Diputación del Reino.
El alzamiento carlista contó con gran apoyo entre la población navarra, es la denominada Primera Guerra Carlista, entre los navarros se consideraba que el movimiento carlista defendía los derechos forales al ser contrario al constitucionalismo centralista que pretendía su eliminación. El 14 de noviembre de 1833 los rebeldes carlistas eligieron en Estella a Tomás de Zumalacárregui como su jefe, obteniendo continuas victorias hasta su fallecimiento durante el sitio de Bilbao en 1835.
En agosto de 1837 las tropas isabelinas concentradas en Zizur se amotinaron al no haber recibido la paga de los últimos meses, entraron en Pamplona, formando en la Plaza de la Constitución. Ocuparon el Ayuntamiento de Pamplona y la soldadesca se adueñó de la ciudad. El virrey Pedro Sarsfield, se refugió en casa de unos amigos de donde fue sacado por los amotinados, acribillado a bayonetazos y expuesto durante horas en la calle. Espartero hubo de sofocar la revuelta que terminó con fusilamientos y destierros. Durante el consejo de guerra se acusó a los amotinados de pretender la independencia de Navarra.
El murciano Rafael Maroto a cargo de las tropas carlistas del Norte y Baldomero Espartero como representante del gobierno de Isabel II, el 29 de agosto de 1839, firman el Convenio de Oñate que puso fin a la Primera Guerra Carlista (1833-1840) en el norte de la península, confirmado con el conocido como "el Abrazo de Vergara" entre Maroto y Espartero el 31 de agosto. Maroto no contaba con el apoyo del pretendiente don Carlos y tampoco con la aveniencia de parte de sus tropas, y, además, poco antes había ordenado fusilar a destacados generales navarros en Estella, por lo que dicho convenio también se conoce como "La Traición de Maroto"; el 14 de septiembre de 1839 el pretendiente carlista y las tropas que le permanecían fieles cruzaron la frontera francesa y la guerra terminó en el frente norte.
En este convenio también se acuerda respetar particularidades forales,(Artículo 1.º. El capitán general, don Baldomero Espartero, recomendará con interés al Gobierno el cumplimiento de su oferta de comprometerse formalmente a proponer a las Cortes la concesión o modificación de los fueros.), compromiso que quedó legislado en la Ley de Confirmación de Fueros de 1839, donde dice respetar los fueros «sin perjuicio de la unidad constitucional de la monarquía», "oyendo" a Navarra y a las provincias vascongadas.
Por tanto la Ley de Confirmación de Fueros de 1839 es real orden, no aprobada por las instituciones del Reino y ni siquiera pactada con las autoridades navarras para su promulgación.

### De reino a provincia: la abolición del Reino y ley Paccionada
Con la aprobación de la nueva Constitución española de 1837, la derrota del Carlismo y la Ley de Confirmación de Fueros de 1839, Navarra es tratada como vencida  por el gobierno central que exige una adaptación de los fueros a la "unidad constitucional".

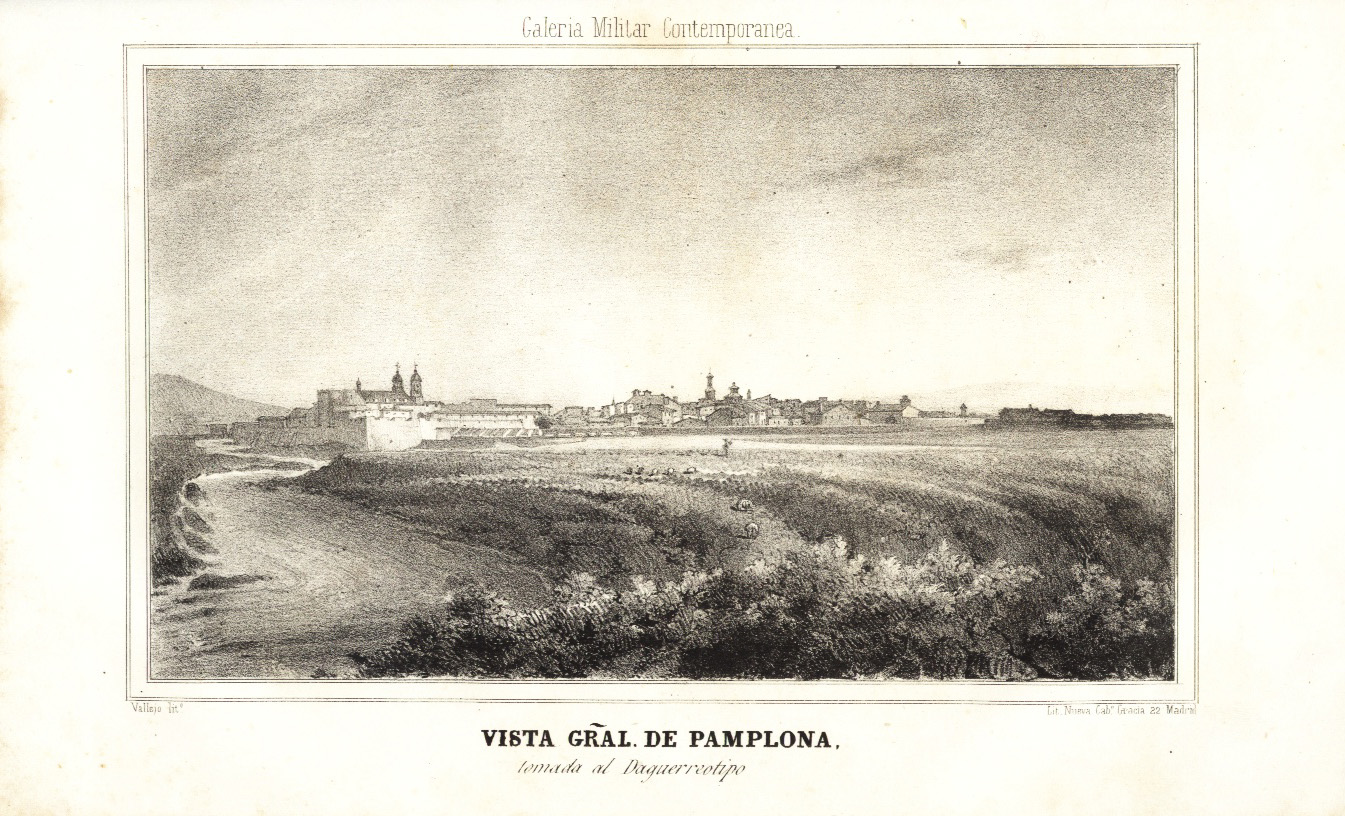
Pamplona hacia 1846

Cualquier adaptación o modificación de las leyes privativas de Navarra era, según su constitución, competencia de las legítimas instituciones del Reino: Las Cortes y la Diputación del Reino, tal como mantuvo en sus informes Sagaseta de Ilurdoz, último síndico de las Cortes.
Sin embargo, desde Madrid, se convocaron elecciones a la Diputación Provincial, de la misma manera que en el resto de provincias de la monarquía, pasando por encima de las leyes y fueros del Reino. La nueva Diputación Provincial, así constituida, inspirada por Yanguas y Miranda con el cargo secretario, inicia conversaciones con el gobierno central para la "adaptación de los fueros".
De esta manera en 1841 y mediante la Ley de Modificación de Fueros, el milenario Reino dejó de existir y Navarra pasó a ser una provincia de la monarquía. Retenía de su soberanía originaria una autonomía en los campos fiscal y tributario, civil, administrativo y de gestión municipal.
El carácter de pacto que se ha querido dar a la Ley de Modificación de Fueros está condicionado por varios factores: Los representantes de la parte navarra no eran los representantes legítimos, ya que lo eran por ley foránea, en claro contrafuero, por otra parte las bases del acuerdo son la Constitución de 1837 y la ley de Confirmación de Fueros de 1839, ambas leyes impuestas y nunca aprobadas por las Cortes de Navarra, agravando el contrafuero.
Durará todo el siglo XIX las tensiones entre Navarra y el centralismo, para concretar aspectos de la Ley de Modificación de Fueros sujetos a interpretación, así como asentar y consolidar todos elementos de autogobierno que sobrevivieron a la abolición del Reino.

### El periodo moderado
A partir de 1841 la nueva institución navarra, la Diputación Provincial, se centra en consolidar el nuevo régimen con Yanguas y Miranda con el cargo de secretario y como principal inspirador. En la nueva situación accedió al poder una oligarquía de nuevos burgueses que controlaban los resortes del poder, se beneficiaron de procesos públicos como la desamortización, para convertirse en terratenientes y se repartían entre ellos los negocios, concesiones y obras públicas de la provincia.
En este periodo es de destacar Nazario Carriquiri, eterno diputado moderado en Cortes, terrateniente gracias a la desamortización y fundador de una ganadería de toros bravos, con amplios contactos políticos y económicos en Madrid. También Fernando Bezunartea que formó parte de la Diputaciones Provinciales en largos periodos que tenían intereses en Moso, Bezunartea y Cia, compañía que tenía la concesión de madera del Irati y la construcción de caminos provinciales.
Un largo periodo de estabilidad política en España contribuyó a la estabilidad de Navarra. La sucesión de gobiernos Liberal Moderados se alargó entre 1840 y 1868, coincidentes con el periodo de reinado de Isabel II, salvo un bienio Liberal Progresista de 1854 a 1856.El régimen político estaba basado en elecciones censitarias, para alcanzar la condición de votante-elector debía declararse un determinado nivel de rentas. El censo necesario se fue rebajando hasta la instauración del sufragio universal(masculino) en 1868.
Los carlistas estaban totalmente excluidos del nuevo régimen. Sin embargo contaban con el apoyo mayoritario de la población navarra. A la par que el censo necesario para votar se hacía más bajo, y disminuía la corrupción electoral, aumentaban los votos y la obtención de actas por parte de los carlistas. El segundo alzamiento de 1846 a 1849 tuvo escasa incidencia en Navarra.

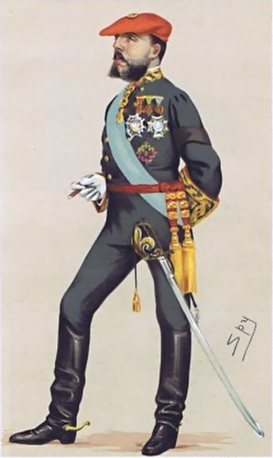
Carlos VII en una caricatura publicada en el Vanity Fair de 29 de abril de 1876.

### El duque de Saboya, la I República y la III Guerra Carlista
En septiembre de 1868, Isabel II abandona España, comienza el denominado sexenio revolucionario, o La Gloriosa, con un carácter radical en aspectos como el estado laico y el voto universal, lo que provocó un fuerte rechazo de los sectores más conservadores. El general Prim forma gobierno, debe enfrentar levantamientos independentistas en Cuba y Puerto Rico.
En junio de 1869 se promulga nueva constitución basada en los valores revolucionarios, en 1870 es elegido el Duque de Saboya, Amadeo I, como rey de España hasta febrero de 1873 en que abdicó, dando paso la proclamación de la I República.
En Pamplona, la república es proclamada el 16 de febrero de 1873. En el proyecto de constitución republicana, que nunca se llegó a aprobar, aparecía Navarra como uno de los 17 estados federados, tal como defendió Serafín Olave, diputado republicano en Cortes.
En enero de 1874 el golpe de Estado del general Pavía pone fin a la I República y en diciembre el pronunciamiento de Martínez Campos tiene como consecuencia la proclamación de Alfonso XII como rey, dando comienzo el periodo denominado La Restauración.
Mientras tanto, en el verano de 1872, el pretendiente Carlos VII, decreta el alzamiento carlista. En septiembre de ese mismo año se produce la batalla de Orokieta, de clara victoria liberal, suponiendo un revés inicial para los legitimistas. En esta batalla tuvo su primera actuación la Cruz Roja, atendiendo a los heridos de ambos bandos, tras su reciente creación por el médico navarro Don Nicasio Landa.
Desde 1873 se establece en Estella la corte de rey carlista y lo fue hasta el fin de las hostilidades en 1876. La victoria de Montejurra en noviembre de 1873 consolida su posición.
En septiembre de 1874, los carlistas mantenían 24 000 hombres armados y ocupaban casi por completo las tres Provincias Vascongadas y Navarra, excepto las capitales. Se estableció un verdadero Estado carlista que tenía su base en las diputaciones forales y en el que Carlos VII era el jefe de Estado, al frente de un Gobierno compuesto por tres secretarías de Estado que llegarían a ser cinco: Guerra, Negocios Extranjeros y Estado y Gracia, Justicia y Hacienda. Se estableció un Código Penal, Tribunal Supremo de Justicia, aduanas, y servicio de correos.
En 1874 los carlistas pusieron sitio a Pamplona desde agosto de 1874 a febrero de 1875. La población civil de la ciudad padeció grandes penalidades y continuos bombardeos desde el monte Ezkaba y los altos de Mendillorri.
Tras la proclamación de Alfonso XII, se produce la victoria militar liberal al conquistar Estella el 19 de febrero de 1875. El 28 de febrero de 1875 parte hacia el exilio el pretendiente por la muga de Valcarlos.
De nuevo, como tras la primera guerra carlista se establece una ofensiva centralista contra el régimen foral. Los carlistas hacían bandera de los derechos forales, esto resultaba una fuerte motivación para los voluntarios, base popular de las filas carlistas, tanto en Navarra como en las Vascongadas. Una vez derrotados militarmente los carlistas se planteaba la necesaria derrota de los derechos forales.

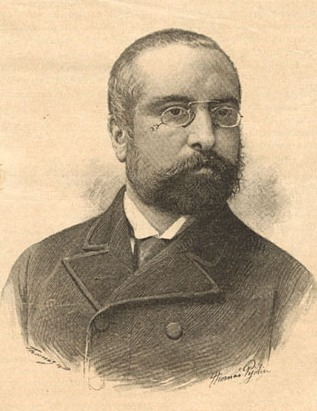
Arturo Campión

En junio de 1876 se promulga nueva constitución, inspirada por Cánovas del Castillo, institucionalizando el régimen de La Restauración. En julio es aprobada en las Cortes la ley de abolición foral de las Vascongadas.
Cánovas del Castillo consideró que la “unidad constitucional” pasaba por la equiparación fiscal y ordenó a la Diputación de Navarra revisar el importe de contribución al estado establecido en 1841 e introducir en la provincia el resto de impuestos aprobados en los prepuestos del estado.
La Diputación accede a la primera demanda y la contribución al estado pasó de 1.800.000 a 8.000.000 según acuerdo plasmado en Real Orden, Convenio de Tejada-Valdosera, nombre del comisionado del gobierno central. Sin embargo quedó en suspenso la introducción del resto de impuestos generales en Navarra, siguieron pleitos sobre el impuesto de la sal en 1877 y el de alcoholes en 1888.
En enero de 1878 se presentó la Asociación Eúskara, fundada por Juan Iturralde y Suit, Arturo Campión, Nicasio de Landa, Florencio Ansoleaga, Salvador Echaide, Hermilio Olóriz, Antero Irazoqui, Fermín Iñarra, Serafín Olave y Estanislao Aranzadi. Con el fin de “conservar y propagar la lengua, la literatura e historia vasconavarra, estudiar su legislación, y procurar cuanto tienda al bienestar moral y material del país”. Adoptaron el lema zazpiak-bat (siete en uno) y su ideario se resumía en “Jaungoikoa eta Foruak” (Dios y fueros). Políticamente intentaron aglutinar fuerzas bajo el ideario fuerista, sin embargo no llegó a concretarse y sus miembros se dispersaron entre el tradicionalismo, el carlismo y el nacionalismo vasco después.

## SigloXX

### La Restauración  borbónica
En 1893 el ministro de Hacienda, Germán Gamazo, introdujo en los presupuestos la obligación de introducir los impuestos generales en Navarra. La Diputación protestó al considerar el proyecto contrario a la Ley de 1841. Se produjeron manifestaciones callejeras y pronunciamientos de ayuntamientos. El malestar general desembocó en una convocatoria general de manifestación en Pamplona en defensa de los fueros. El domingo 4 de junio recorrieron las calles unos 80.000 manifestantes encabezados por la Diputación provincial y algunos ayuntamientos, se abrió una suscripción popular para construir un monumento a los fueros, este movimiento fue conocido como la Gamazada. El gobierno central presentó una nueva redacción que fue igualmente rechazada por la Diputación. Debido a cuestiones políticas internas el ministro Gamazo cesó y el agravamiento de la guerra de Cuba evitó la aplicación de la pretendida abolición foral.
En este contexto cobra fuerza el concepto de pacto, referido a la Ley de 1841, afirmando la imposibilidad de modificar su contenido si no es por acuerdo y refiriéndose a ella como “La Paccionada”.
En 1898 se creó, a propuesta de los carlistas, queriendo rememorar las antiguas Cortes de Navarra, el Consejo Administrativo de Navarra luego denominado Consejo Foral como órgano consultivo de la Diputación en materia de presupuestos, cuentas y cuestiones forales. Esta institución permaneció hasta 1981 aunque sus funciones siempre fueron marginales y poco decisivas.
En 1897 inicia su publicación el periódico diario El Pensamiento Navarro de orientación carlista y en 1903 el Diario de Navarra como diario independiente.
El Monumento a los Fueros, sufragado por suscripción popular como recuerdo al movimiento de la Gamazada, quedó terminado en 1903 en el Paseo Sarasate. Nunca fue inaugurado oficialmente.

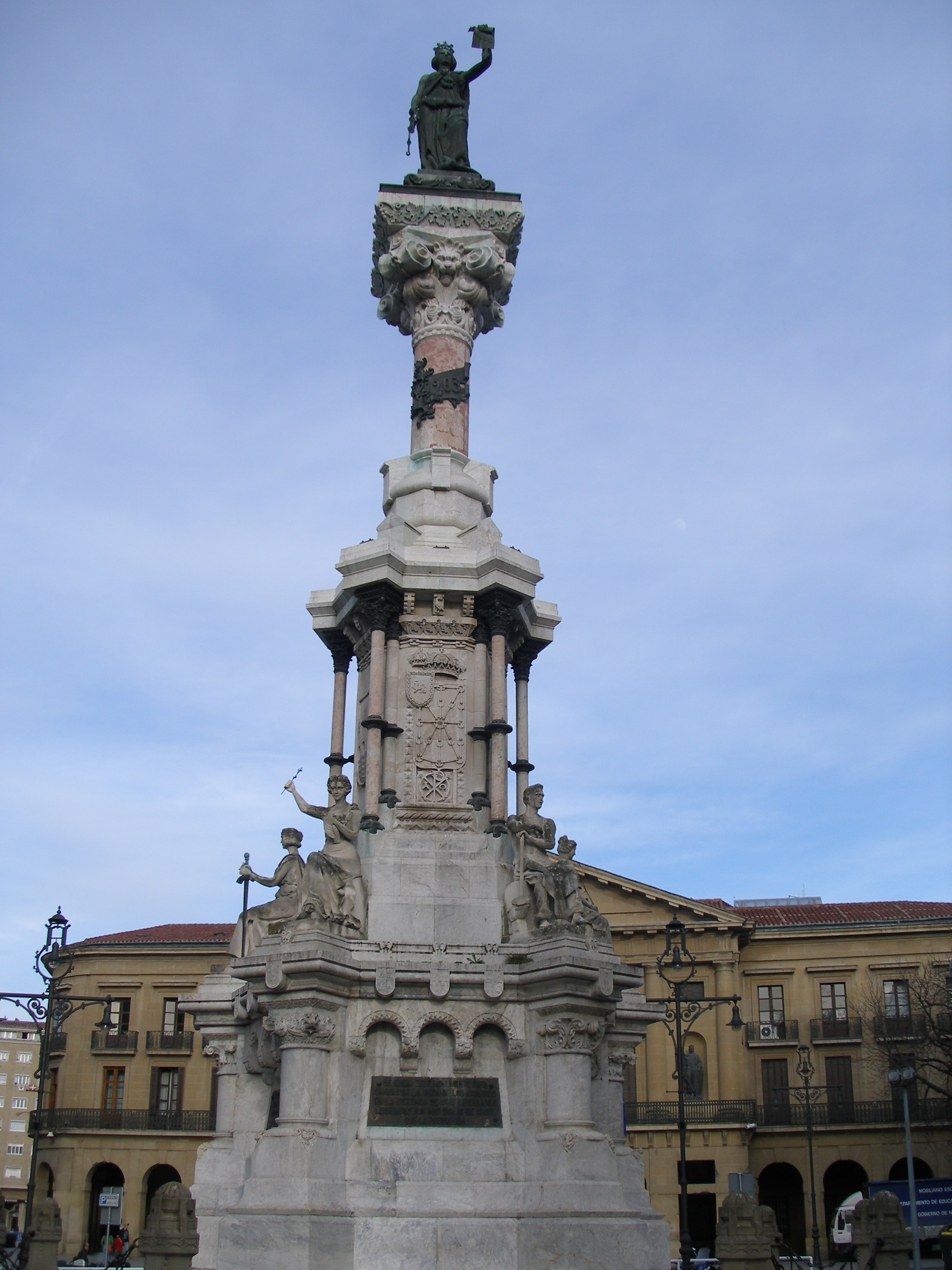
Monumento a los Fueros

En 1904 se funda en Olite la Caja Rural, sociedad de crédito mutuo fundada entre los habitantes del pueblo, con responsabilidad solidaria ilimitada, el inspirador de este movimiento fue el padre Victoriano Flamarique consecuente con la doctrina social de la Iglesia.
En los comienzos de siglo diversos gobiernos de Madrid, como el de José Canalejas aprobaron leyes y practicaron políticas consideradas anticlericales por los católicos. En Navarra aconteció una fuerte reacción católica, se convocaron manifestaciones callejeras, que alcanzaron un nivel de participación similar a la Gamazada. Las más importantes ocurrieron en 1906 y 1910. En Navarra el anticlericalismo fue encabezado por Basilio Lacort y su publicación El Porvenir Navarro, en 1900 fue excomulgado por el obispo de Pamplona, además de su publicación, sus lectores y su domicilio.
En 1910 la Diputación aprobó como bandera y escudo de Navarra la propuesta por los señores Arturo Campión, Hermilio de Oloriz y Julio Altadill, con el diseño vigente en la actualidad. Hasta los años treinta esta bandera tenía connotaciones "separatistas" y no era bien vista por el nacionalismo español, hasta el punto de ser prohibida durante la dictadura de Primo de Rivera.
El nacionalismo vasco comienza a extenderse en Navarra a principios del siglo XX, se puede considerar el “Sermón de la catedral” de 1902 de Fray Evangelista de Ibero la primera arenga pública del nacionalismo vasco. En 1910 se inaugura el Centro Vasco de Pamplona en la calle Zapatería. En esta misma sede, en 1923, comenzó a imprimirse el diario La Voz de Navarra que hubo de sortear numerosas sanciones y trabas gubernativas durante la dictadura de Primo de Rivera.
En las filas del carlismo se produce una escisión protagonizada por Vázquez de Mella por un lado y el pretendiente D. Jaime por otra, dando origen a los Tradicionalistas y a los Jaimistas, respectivamente, representados, los primeros por Víctor Pradera y los segundos por Ignacio Baleztena o el conde de Rodezno.
En este contexto se suscitó el movimiento político por la Reintegración foral. La reivindicación era la recuperación total de los derechos forales de Navarra y para ello pedía la derogación de la Ley de Confirmación de Fueros de 1839 y la reintegración de la situación anterior a 1841. Este movimiento estaba apoyado por los nacionalistas vascos y los jaimistas, y rechazado por liberales, conservadores y tradicionalistas, conocidos como "cuarentaiunistas", aunque en ambos bandos existían matices.
El momento decisivo del debate fue la asamblea convocada por la corporación foral para “Tratar de si debe pedir la Diputación a los Poderes Públicos la derogación de la ley de 25 de octubre de 1839” el 30 de diciembre de 1918, en dicha asamblea participaron, entre otros, Sanz y Escatín, senador, Uranga, conservador, Aranzadi, nacionalista, Beunza, carlista, Arraiza, alcalde de Pamplona, carlista, Cunchillos, concejal, nacionalista, Víctor Pradera, carlista. La propuesta se aprobó por aclamación y se creó una comisión para desarrollarla que nunca se concretó.
La Diputación de Navarra junto a las de Álava, Guipúzcoa y Vizcaya funda en 1919 la Academia de la Lengua Vasca/Euskaltzaindia y la Sociedad de Estudios Vascos/Eusko Ikaskuntza
La coalición de nacionalistas vascos y jaimistas cristalizó en la Alianza Foral constituida en 1921.
Se considera como fecha fundacional del Club Atlético Osasuna el 17 de noviembre de 1920.
El general Primo de Rivera dio un golpe de Estado en 1923 con un ideario regeneracionista, pretendiendo crear una nueva organización del estado. El conflicto con Navarra se produjo por el intento de imponer legislación sobre ayuntamientos en contradicción con la exclusividad de la competencia de Navarra establecida en la Ley de 1841, tras prolongadas negociaciones en Madrid se pactó el “Convenio de régimen local” respetuoso con las competencias navarras.
En este periodo se firmó el Convenio Económico de 1927 que aumentaba la contribución de Navarra a estado, se multiplicaba por tres, a cambio de “amplias facultades para mantener y establecer el régimen tributario que estime procedente”.

Escudo oficial de 1931 a 1937

### La II República
A las 7 de la tarde del 14 de abril de 1931 y el doctor Serafín Huder del Partido Republicano colgó la bandera republicana en el balcón del Ayuntamiento. Sin embargo, en las elecciones, no habían ganado en Pamplona las fuerzas republicanas.
Esto sería una constante en los cinco años del régimen, la estructura social de Navarra era rural, conservadora y católica, el clero era muy numeroso y con gran influencia social y política. En todos los procesos electorales ganaron los partidos de derechas en sus distintas versiones: carlistas ahora tradicionalistas, nacionalistas vascos, monárquicos o conservadores de Unión Navarra y sus coaliciones como el Bloque de Derechas o la Coalición católico-fuerista.
No estaba desarrollada la industria, no existía un movimiento obrero con fuerza, en Pamplona existía cierta presencia de la UGT y algunos elementos de la CNT relacionados con el ferrocarril. El sindicalismo y el cooperativismo agrario estaban organizados mayoritariamente por la Iglesia, los conflictos sobre las corralizas, en la Ribera, fomentó los partidos y organizaciones de izquierda.
El carácter laico y anticlerical que adoptó el régimen republicano era mayoritariamente rechazado por los navarros.
El carlismo era el movimiento político con mayor arraigo popular. Había sufrido un cambio tras la muerte de Don Jaime en octubre de 1931 y la sucesión por su tío Alfonso Carlos, de 82 años. Durante la Dictadura de Primo de Rivera el sector liderado por Vázquez de Mella estuvo muy próximo al Corporativismo oficialista de Unión Patriótica, actuando Víctor Pradera como nexo de unión. Mientras Don Jaime se definía como social-cristiano y foralista confederal, Alfonso Carlos se identificaba con el mellismo más conservador, consiguiendo la unión de jaimistas, integristas y tradicionalistas en la Comunión Tradicionalista. Desde el primer momento de la proclamación de la República, se organizó el Requeté en Navarra, como brazo militar del carlismo.
Por otra parte estaba la derecha conservadora tradicional que era la que realmente ejercía el poder económico y político en la Diputación Provincial, formada por industriales, comerciantes y terratenientes organizados en Unión Navarra dentro de la CEDA, con representantes como Rafael Aizpún, Miguel Gortari y sobre todo Raimundo García "Garcilaso" y el Diario de Navarra que dirigía.
Las autoridades republicanas disolvieron la Diputación Provincial y nombraron una comisión gestora el 25 de abril de 1931 presidida por Constantino Salinas, pero los Ayuntamientos siguieron en su mayoría en manos carlistas. En la renovación de la Diputación de 1934 todos los puestos, excepto un radical, quedaron en manos de la derecha.
Muy pronto quedó abierto el debate político sobre el Estatuto Vasco-Navarro, promovido por el PNV, donde se regulaba la autonomía de las Vascongadas y Navarra en la República Española. La propuesta contó con el apoyo inicial, cada uno con sus matices, de toda la derecha navarra a excepción del Diario de Navarra que lo rechazó desde el primer momento. La izquierda, tenía más reticencias ya que consideraba al estatuto como una puerta falsa para burlar el laicismo del estado republicano, creando el "Gibraltar vaticanista", como defendió el socialista Emilio Azarola. Pero la opinión clave estaba en los carlistas, que controlaban los ayuntamientos, y que partiendo de un apoyo entusiasta, pasaron a un claro rechazo, sobre todo por la cuestión religiosa. En la asamblea de Ayuntamientos de 19 de junio de 1932 en el Teatro Gayarre se rechazó el proyecto.
Todo el periodo republicano estuvo salpicado de episodios de violencia política, generalmente provocados por elementos carlistas, aunque no faltaron los provocados por elementos izquierdistas. Las brigadas de requetés realizaban entrenamiento militar en Urbasa e Izagaondoa, algunos incluso recibieron entrenamiento en la Italia de Mussolini, que también les proveía de armas y municiones.

### El golpe militar y la guerra civil española
En 1936 convergieron en Navarra las dos principales conspiraciones contra la República.
El general Emilio Mola era destinado al Gobierno Militar de Pamplona. Era el cerebro del complot militar, con el nombre en clave de "el Director". El objetivo era "salvar a España del desorden y del comunismo y terminar con el régimen liberal-democrático". En principio no cuestionaba ni el sistema republicano, ni la separación Iglesia-Estado, ni la bandera tricolor.
Por otra parte, Navarra era el principal baluarte del carlismo, militarizado en el Requeté, preparaban un levantamiento carlista clásico, como los del siglo anterior, con el objetivo de instaurar la monarquía, el Estado confesional y la bandera bicolor. Los carlistas llevaban preparándose militarmente desde 1932 e incluso habían recibido formación en la Italia de Mussolini, quien también les facilitó el armamento necesario para la sublevación. El general Sanjurjo ya había intentado un golpe militar en 1932. El golpe fracasó y desde su exilio en Lisboa se postulaba ahora como cabeza del levantamiento carlista contra el orden constitucional de la II República.
Ambas conspiraciones tomaron contacto en Pamplona gracias a los buenos oficios de Garcilaso, director del periódico Diario de Navarra y en ese momento diputado en Cortes. Con el pretendiente carlista en Biarritz (Francia), Mola negoció con los jefes del carlismo: Baleztena, Martínez Berasain, conde de Rodezno y el nuevo jefe nacional, el abogado andaluz Manuel Fal Conde. Las negociaciones fueron largas y con altibajos, el acuerdo de mínimos estableció que la iniciativa y la dirección la tomaba el ejército y los civiles actuarían como voluntarios. El grupo de falangistas era reducido en Navarra, aglutinados alrededor de Moreno, propietario del hotel La Perla, como cabeza visible.
El 18 de julio comienza la sublevación militar en África. El 19 se publica el bando golpista de Mola en el Diario de Navarra. En la tarde anterior moría asesinado por sus subordinados el comandante de la Guardia Civil, José Rodríguez-Medel, por su acreditada lealtad constitucional.
El apoyo popular al golpe fue amplio desde el momento en que el carlismo se sumó incondicionalmente. Este hecho resultó decisivo para la inmediata victoria del golpe en Navarra. Ese mismo día 19, miles de voluntarios, venidos de muchos pueblos de Navarra, formaban militarmente en la Plaza del Castillo de Pamplona a la espera de recibir órdenes del mando. A la tarde salió una columna formada por tropas regulares y voluntarios al mando de García Escamez hacia Logroño.
En la Iglesia católica, la jerarquía guardó silencio al principio para bendecir la asonada como "Cruzada" más tarde. El clero en general, incluidos los estudiantes del seminario, apoyó activamente el golpe enrolándose como voluntarios en los tercios de requetés.
El nacionalismo vasco de Navarra reaccionó con desconcierto, consecuencia de los muchos años de colaboración política con el carlismo y la identificación con valores católicos, hubo incluso un comunicado del Napar Buru Batzar negando apoyo al gobierno de la república. Algunos nacionalistas se enrolaron como voluntarios. El PNV reaccionó institucionalmente con un apoyo resuelto a la República, siguiendo la opinión de Manuel de Irujo. Desde muy pronto empezaron los fusilamientos de nacionalistas como Fortunato Aguirre, alcalde de Estella y la ocupación de bienes como el batzoki de Pamplona, donde los falangistas comenzaron la edición del diario Arriba España con las rotativas de La Voz de Navarra.
Desde el primer momento del golpe se inició la violencia contra los opositores de izquierdas desarmados en la retaguardia. La práctica habitual fueron las detenciones arbitrarias, las "sacas" para fusilamientos sumarios, los asesinatos en las cunetas de las carreteras o el internamiento en prisiones de aniquilación como el Fuerte de San Cristóbal. Se tiene constancia de unas 3.400 víctimas de esta represión. La actitud de la Iglesia osciló entre sacerdotes colaboradores de la represión, abrumadoramente mayoritarios, y aquellos otros, muy minoritarios, como Marino Ayerra y Gumersindo de Estella que la denunciaron. La jerarquía hizo algún discurso tímidamente condenatorio de los asesinatos cuando estos empezaron a escandalizar incluso a quienes los consentían.
El poder en Navarra, a todos los efectos, era ejercido por las Juntas de Guerra Carlistas que tenía su sede en el palacio de la Diputación. La primera de ellas estuvo formada por Joaquín Baleztena, José Martínez Berasain, José Úriz, Víctor Eusa, Marcelino Ulíbarri, José Gómez, Javier Martínez de Morentin y Víctor Morte. La Diputación como institución, se sumó de facto al golpe, financió económicamente a Mola y realizó tareas de respaldo logístico a los golpistas y de apoyo económico a los voluntarios para la recogida de las cosechas y otras necesidades.
Los voluntarios navarros participaron en los más importantes frentes de la guerra civil de 1936-1939: en el frente norte incluyendo la toma de Bilbao, la fracasada ofensiva de Guadarrama, la batalla del Ebro y la toma de Vinaroz, rompiendo el territorio republicano de Cataluña y Valencia. Se calcula que murieron unos 4500 soldados y voluntarios navarros en acciones de guerra.

### El Franquismo

Escudo oficial de 1937 a 1981.

En plena guerra civil, el 19 de abril de 1937, Franco firma el llamado Decreto de Unificación por el cual se disolvían los partidos políticos de la zona “nacional” y se fusionaban, bajo su mando, en un partido único: Falange Española Tradicionalista y de las JONS.
Este decreto es rechazado por las élites carlistas, tanto por el pretendiente D.Javier como por el jefe nacional Fal Conde, y por las bases carlistas, sin embargo los mandos intermedios aceptaron fácilmente el decreto lo que se traducía en beneficios dentro del nuevo régimen.
Durante los años 40, en Navarra, fueron frecuentes los altercados callejeros de carlistas con falangistas o con la autoridad gubernativa.
Franco firmó también el Decreto número 411, de 8 de noviembre de 1937, por el que “Como recuerdo a las gestas heroicas de Navarra en el Movimiento Nacional y homenaje, a quien tan reciamente atesora las virtudes de la raza, concedo la distinción de la Cruz Laureada de la Real Orden de San Fernando, que desde hoy deberá grabar en su escudo”. Y así se hizo.
El régimen foral de Navarra, resultado de la Ley de Modificación de Fueros de 1841 había sobrevivido a los distintos regímenes políticos habidos en España. En esta ley se determina que el presidente de la Diputación es el jefe político, o gobernador civil de la provincia. Se hizo costumbre que los gobernadores no intervinieran en las reuniones y asuntos de la Diputación, siendo los vicepresidentes los efectivos presidentes.
Esta situación se vio alterada cuando se nombraron gobernadores a personajes con fuerte carga ideológica falangista como Junquera Fernández (1945) o Valero Bermejo (1949) que pretendieron intervenir en las cuestiones navarras y recibieron un frontal rechazo de las instituciones en lo que se denominó “Los Contrafueros de Junquera y Valero Bermejo”. La polémica se saldó a favor de las instituciones navarras.
Luis Valero Bermejo, el "camarada Valero", centraba su preocupación en las necesidades de vivienda de los trabajadores y defendía la idea de la autoconstrucción dentro de la mitología falangista, idea que llevó a la práctica promoviendo en Pamplona el barrio de la Chantrea como modelo.
De 1940 a 1952 fue vicepresidente de la Diputación Tomás Domínguez Arévalo, Conde de Rodezno, tras cesar como ministro de justicia, encargado de desmontar toda la legalidad republicana, le sucedió en el cargo, tras su muerte, Miguel Gortari de 1952 a 1964.
El Estudio General de Navarra, creado en 1952 con la Escuela de Derecho, es el germen de la futura Universidad de Navarra (1960) fundada por Josemaría Escrivá de Balaguer como obra de apostolado corporativo del Opus Dei. La universidad contó con pleno apoyo oficial y económico de la Diputación y se construyó sobre amplios terrenos cedidos por el Ayuntamiento de Pamplona. Esta fundación convertirá a Pamplona en centro de referencia del Opus Dei.
En junio de 1951 el Ejército del Aire español firma el primer contrato con los municipios cogozantes para utilizar las Bardenas Reales como polígono de tiro, contrato que tras sucesivas renovaciones sigue vigente en la actualidad.
La Diputación ejercía sus competencias en materia de tráfico, reconocidas expresamente en el Código de Circulación de 1934. En 1959 se aprueba una ley sobre competencias de tráfico que las atribuía, en toda España, a los Gobernadores Civiles, y bajo su dependencia, la vigilancia a la Guardia Civil. La Diputación hizo gestiones en las Cortes y logró que se incorporara una disposición final que salvaba las competencias de Navarra. El teniente general Camilo Alonso Vega, en 1961 impulsó la aprobación por el Gobierno de un Decreto-Ley, que invocando el orden público, modificaba la ley de 1959 e igualaba la regulación del tráfico en Navarra y Álava con el resto de las provincias españolas. La Diputación no tuvo más remedio que someterse al contrafuero, aunque hizo constar que "siempre con la reserva, por su parte, de volver a recuperar el ejercicio de las facultades hoy transigidas, cuando las circunstancias así lo vinieren a exigir".
El Plan de Estabilización de 1959 supuso un cambio de rumbo económico del franquismo, que pasó de la autarquía falangista a la liberalización económica y la inserción internacional de la economía española. Se inicia la época del llamado milagro económico español (1959-1973).
En Navarra el cambio fue propiciado por Félix Huarte Goñi, empresario de la construcción y vicepresidente de la Diputación en el periodo de 1964 a 1971. El "Plan de Promoción Industrial" de 1964 facilitó el desarrollo de la industria, por medio de incentivos fiscales, financieros y apoyo a la infraestructura, con la creación de 14 polígonos industriales. El más representativo fue el de Landaben, donde en 1966, se instaló la fábrica de turismos de AUTHI (Automóviles de Turismo Hispano Ingleses), instalaciones que en 1975 pasaron a ser de SEAT y desde 1994 de Volkswagen.
Navarra que hasta ese momento era eminentemente agrícola, se trasforma industrialmente produciéndose importantes movimientos migratorios, desde localidades navarras a Pamplona y desde otras provincias españolas a Navarra.
Dentro del nacionalismo vasco se abrió paso durante los años 1950 el movimiento Ekin, partidario de la utilización de la violencia contra el régimen y el 31 de julio de 1959 se funda Euskadi Ta Askatasuna (ETA). Se considera como su primera acción violenta el atentado en la estación de Alsasua, con la intención de descarrilar un tren que se dirigía a San Sebastián, con Ex Combatientes, para celebrar el Golpe de Estado de 1936 el 18 de julio de 1961.
El Convenio Económico, pilar fundamental de los derechos forales, conoció una adaptación a la nueva situación tras la guerra en 1941, pero es en 1969 cuando se firma el convenio que incluye una nueva forma de cálculo de la aportación y una profundización en el reconocimiento de las competencias forales.
En el último periodo franquista detenta la vicepresidencia de la Diputación Amadeo Marco Ilincheta de 1971 a 1979.
El 1 de marzo de 1973 Franco firma la Compilación de Derecho Civil Foral de Navarra o Fuero Nuevo a iniciativa de la Diputación Foral en lo que supone una importante sistematización y compilación de leyes civiles vigentes.
El final de la dictadura franquista vino de la mano de un primer postfranquismo, de 1973 a 1978, que supuso un periodo de fuerte agitación política y significativa conflictividad laboral, más con carácter político que propiamente laboral. Esta agitación estaba liderada, por una parte, por organizaciones con fuerte afiliación y capacidad de movilización como la Organización Revolucionaria de Trabajadores (ORT) de carácter marxista-maoísta nacida en el seno del movimiento católico obrero; y, por otra, en la sensibilidad abertzale, por las diversas organizaciones políticas surgidas de las sucesivas escisiones de ETA. De la escisión político-militar surgió el partido Euskal Iraultzarako Alderdia (EIA) que, junto con el Movimiento Comunista de Euskadi (EMK), crearían la coalición Euskadiko Ezkerra (EE), desvinculándose de la coordinadora KAS, la cual daría origen a Herri Batasuna (HB). Sin embargo, era en los despachos donde se iban gestando las fuerzas políticas que gobernarían durante la transición: la derecha, homogeneizada por la UCD de Adolfo Suárez; la izquierda, por el PSOE de Felipe González; y el nacionalismo, por el PNV.

### La transición política y la Constitución de 1978
- Sucesos de Montejurra (1976)
- Operación Reconquista (1976)
- Semana proamnistía de mayo de 1977
- Sanfermines de 1978 (1978)
- Aprobación en referéndum de la Constitución Española

| 361.243 | 240.695 | 182.207 | 40.804 | 15.415 | 2.269 | 66.6% | 75.7% | 16.9% |

- Disposición transitoria cuarta (1978)
- Muerte de Gladys del Estal en una concentración contra el polígono de tiro de las Bardenas en 1979.
- Amejoramiento (1982)